# Guerra d'inverno
La guerra d'inverno (in finlandese: talvisota; in svedese:  vinterkriget; in russo Финская кампания?, Finskaja kampanija), nota anche come guerra russo-finlandese, è un conflitto che fu combattuto tra il 30 novembre 1939 e il 12 marzo 1940 dalla Finlandia e dall'Unione Sovietica. L'attacco alla Finlandia da parte dell'Unione Sovietica ebbe come conseguenza l'espulsione di quest'ultima dalla Società delle Nazioni.
Le cause del conflitto furono, da un lato, l'aspirazione dell'Unione Sovietica ad acquisire alcuni territori finlandesi di importanza strategica dal punto di vista militare scambiandoli con propri territori di maggiore superficie e, dall'altro, la volontà della Finlandia di non cedere alle richieste sovietiche, sia per motivi patriottici legati a sentimenti politici anti-russi che per il timore dei pericoli insiti in una dimostrazione di debolezza verso il potente vicino, quale sarebbe potuta apparire la cessione di territori nazionali.
Quando la Finlandia rifiutò, i sovietici invasero il paese. Nonostante la superiore potenza militare, soprattutto in carri armati e aerei, l’Unione Sovietica subì gravi perdite e inizialmente fece pochi progressi. La Finlandia respinse gli attacchi sovietici per più di due mesi, infliggendo ingenti perdite agli invasori, con temperature che scendevano fino a −43 °C.
A seguito di una riorganizzazione del proprio esercito, i sovietici riuscirono a sfondare nell'Istmo Careliano, portando al termine della guerra nel marzo 1940 con la firma del trattato di Mosca, per il quale la Finlandia cedette all'Unione Sovietica circa il 9% del proprio territorio, tra cui gran parte della Carelia, alcune isole nel golfo di Finlandia nonché, all'estremo nord, la propria porzione della penisola di Rybačij.

## Antefatti

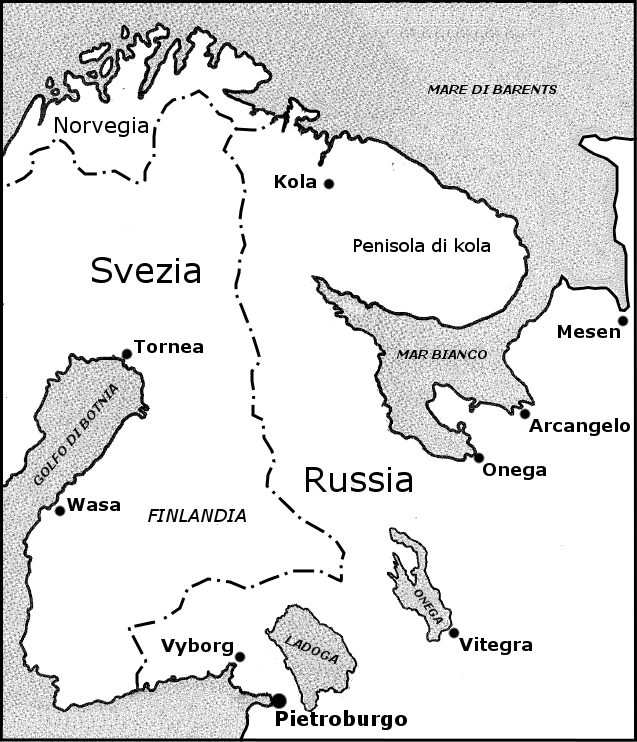
La Finlandia e l'Impero russo nel 1743

Il territorio della Finlandia fu conquistato e annesso al Regno di Svezia nel XII secolo; nel 1721, la parte meridionale prospiciente il golfo di Finlandia, fino alla sponda settentrionale del lago Ladoga, fu annessa all'Impero russo a seguito della sconfitta svedese nella grande guerra del Nord. Nel 1809 l'intero territorio fu ceduto alla Russia. Lo zar Alessandro I lo incorporò nell'Impero russo elevandolo a granducato, dotato di grandi privilegi e autonomia, creando così le premesse storiche per la nascita dello Stato finlandese.
Nella seconda metà dell'Ottocento lo zar Alessandro III abolì gran parte dei privilegi di cui godeva il granducato, allo scopo di rendere più omogeneo il suo vasto impero, sia per linguaggio che per amministrazione. Il crescere del nazionalismo e del panslavismo in Russia portarono a una politica di russificazione forzata da parte dall'ultimo zar, Nicola II. Questo processo fu visto dalla élite intellettuale finlandese come una minaccia alla propria cultura e alla propria autonomia, facendo nascere l'aspirazione a una completa indipendenza.
La prima guerra mondiale, la rivoluzione russa e il collasso dell'impero fornirono alla Finlandia l'occasione per guadagnarsi l'indipendenza, che venne proclamata il 6 dicembre 1917. Ne seguì lo scoppio della guerra civile fra i comunisti, supportati dalla Russia bolscevica, e i "bianchi", supportati dalla Germania e guidati dal generale Carl Gustaf Emil Mannerheim, aristocratico ed ex ufficiale dell'Esercito imperiale zarista. La guerra, breve e sanguinosa, terminò con la sconfitta dei comunisti, i cui superstiti furono imprigionati, uccisi o costretti a fuggire in Russia.
Nel 1919 la Finlandia divenne una repubblica e il partito comunista fu dichiarato fuorilegge. Tra il 1919 e il 1920 i finlandesi sostennero con l'invio di truppe la guerriglia antisovietica delle forze bianche nella Carelia orientale, aspirando ad annetterne il territorio (nel quale era presente una consistente minoranza, i careliani orientali, ritenuta parte del popolo finlandese, anche se fra le due genti non era mai esistito alcun rapporto storico a parte la comune origine linguistica ugro-finnica), insieme a quello della penisola di Kola, per creare una "Grande Finlandia".
La pace tra Finlandia e Russia sovietica fu firmata a Tartu, in Estonia, il 2 febbraio 1920. Poiché all'epoca della pace la Russia sovietica era ancora impegnata nella guerra civile e in quella sovietico-polacca, la Finlandia riuscì a ottenere frontiere molto vantaggiose, comprese quelle lungo l'istmo careliano, dove il confine fu fissato lungo il fiume Sestra a soli 32 km da Pietrogrado, poi Leningrado, allora capitale della Russia. In pratica la Finlandia ottenne la stessa frontiera che aveva quando, come granducato, apparteneva all'Impero russo e in più la regione e il porto di Petsamo sul Mar Glaciale Artico.
Per tutti gli anni venti e trenta i rapporti fra le due nazioni restarono ostili, e non valse a mitigare la reciproca diffidenza la firma di un patto di non aggressione, stipulato nel 1932 e rinnovato nel 1934 per altri dieci anni. La propaganda sovietica additò più volte la Finlandia come uno degli Stati nemici della rivoluzione, inoltre il governo sovietico nutriva forti sospetti riguardo alla politica estera finlandese, poiché, nel 1918, la Finlandia aveva aperto il proprio territorio all'intervento delle truppe tedesche e, un anno dopo, aveva concesso l'uso delle proprie basi navali al Regno Unito per attaccare le navi russe. La Finlandia, dal canto suo, non abbandonò mai le proprie rivendicazioni territoriali sulla Carelia sovietica e fu periodicamente percorsa da agitazioni politiche provocate da movimenti di ispirazione nazionalista e autoritaria, quando non fascista: in particolare il Movimento di Lapua (bandito infine nel 1932 dopo un fallito tentativo di colpo di Stato) e il suo successore, il Movimento Patriottico Popolare. Nella propaganda dei nazionalisti finlandesi dominavano temi di odio etnico verso i russi, considerati, sulla base dell'oppressione nei decenni passati, come il "nemico acerrimo".

## I negoziati
(Iosif Stalin)
Nella primavera del 1938 il secondo segretario della Legazione sovietica a Helsinki, nonché membro dell'NKVD, Boris Jarcev, telefonò al ministro degli esteri finlandese Rudolf Holsti chiedendo un incontro urgente per discutere, in via confidenziale, "alcune questioni della massima importanza". L'incontro avvenne il 14 aprile e Jarcev riferì delle preoccupazioni del governo sovietico circa una possibile guerra con la Germania, chiedendo quale sarebbe stato l'atteggiamento della Finlandia in tal caso. Più precisamente, essendo molto probabile ad avviso del governo sovietico che i tedeschi avrebbero cercato di portare l'attacco anche dal territorio finlandese, se la Finlandia avesse permesso ai tedeschi di passare attraverso il proprio territorio o se non si fosse opposta con la forza a una tale evenienza.

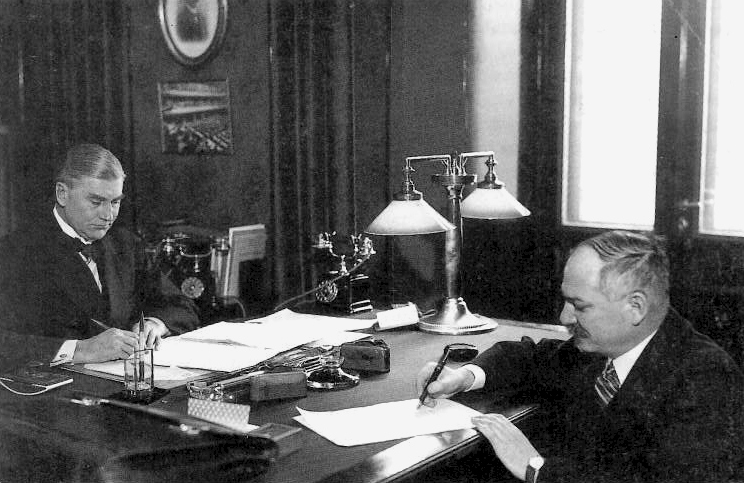
Il patto di non aggressione sovietico-finlandese firmato a Helsinki il 21 gennaio 1932. A sinistra il ministro degli esteri finlandese Yrjö-Koskinen, a destra l'ambasciatore sovietico Ivan Maisky.

Le conversazioni continuarono nei mesi successivi e il 18 agosto Jarcev precisò le richieste sovietiche: qualora il governo finlandese avesse ritenuto di non poter concludere un trattato militare, l'Unione Sovietica avrebbe considerato sufficiente un impegno scritto con il quale la Finlandia si fosse dichiarata pronta a respingere ogni possibile attacco e ad accettare l'aiuto militare sovietico; in contropartita, l'Unione Sovietica avrebbe garantito l'inviolabilità delle frontiere finlandesi e avrebbe stipulato un trattato economico vantaggioso per la Finlandia impegnandosi ad acquistare, senza limiti quantitativi, i prodotti agricoli e industriali finlandesi.
Tali proposte furono considerate dal governo centrista del primo ministro finlandese Aimo Cajander come una violazione della sovranità finlandese e in conflitto con la politica di neutralità perseguita dalla Finlandia di concerto con le nazioni scandinave: esse pertanto vennero lasciate cadere. Ufficialmente la politica estera finlandese era di equidistanza fra la Germania e l'Unione Sovietica; tuttavia certi episodi sembravano indicare una certa sintonia col regime nazista tali da alimentare la diffidenza e la preoccupazione delle autorità sovietiche. Infatti, i più alti ufficiali delle forze armate finlandesi avevano intrattenuto contatti continuativi con la gerarchia militare tedesca e avevano più volte effettuato visite in Germania.
Il 30 giugno 1939 il capo di stato maggiore dell'Esercito tedesco, generale Franz Halder, era stato cordialmente ricevuto a Helsinki come ospite del governo finlandese, insignito di una decorazione ufficiale e invitato ad assistere alle manovre delle forze armate finlandesi nell'istmo di Carelia. Due mesi dopo avevano avuto luogo lungo la frontiera con l'Unione Sovietica le più grandi manovre militari mai organizzate dalla Finlandia e, come osservatori, erano stati invitati tutti gli addetti militari esteri tranne quelli sovietici. All'inizio dell'anno, inoltre, le fortificazioni lungo la frontiera istmica con l'URSS erano state dimostrativamente rafforzate da migliaia di volontari della Società accademica di Carelia (Akateeminen Karjala-Seura), un movimento politico accademico e studentesco di estrema destra, fortemente anti-russo, che mirava dichiaratamente all'espansione della Finlandia nella Carelia sovietica.
Dopo l'occupazione tedesca, nel marzo del 1939, della Cecoslovacchia e del Territorio di Memel in Lituania, in aprile Stalin avviò trattative con la Francia e il Regno Unito proponendo una "triplice alleanza", una coalizione militare che avrebbe dovuto garantire la sicurezza in Europa contro l'espansionismo tedesco e, se necessario, entrare in guerra contro la Germania. Alla fine di luglio i colloqui giunsero a un punto morto: a Stalin sembrava che le Potenze occidentali non prendessero sul serio la proposta di una tale alleanza e fossero più interessate a brandirne la possibilità come uno spauracchio nei confronti della Germania. In marzo il ministro degli esteri sovietico, Maxim Litvinov, propose alla Finlandia l'affitto di cinque piccole isole nel Golfo di Finlandia come posti di osservazione per la Marina sovietica, ma il governo finlandese rigettò la proposta, nonostante il generale Mannerheim, allora presidente del Consiglio di difesa finlandese, avesse avvisato di non respingerla senza tentare di giungere a un accordo.

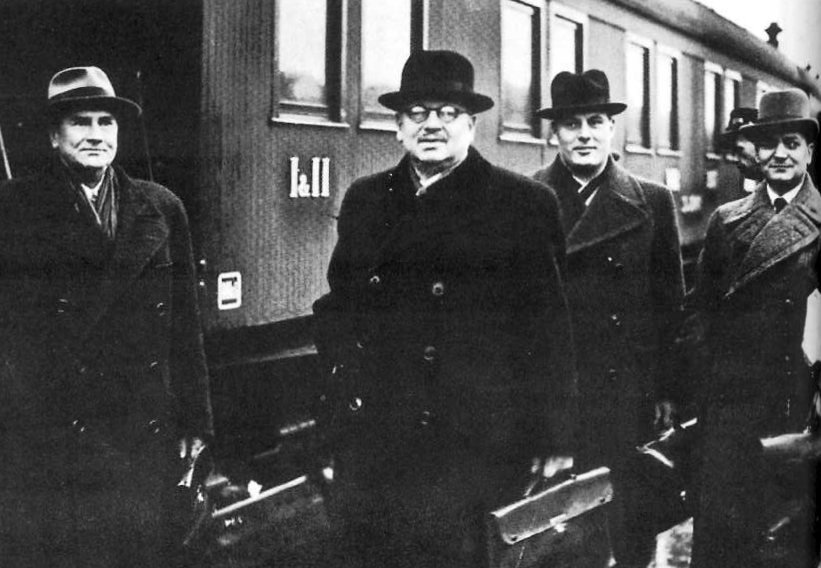
L'arrivo di Paasikivi a Mosca il 16 ottobre 1939. Da sinistra: Yrjö-Koskinen, Paasikivi, Nykopp e Paasonen.

La strategia militare sovietica era basata sulla convinzione che in un modo o nell'altro la Finlandia sarebbe stata utilizzata dalla Germania per portare l'attacco verso Leningrado. Tale convinzione fu ulteriormente rafforzata dalla riluttanza mostrata dalle potenze occidentali ad accettare le richieste sovietiche riguardo alla propria sicurezza nel Baltico durante i negoziati dell'estate del 1939. Stalin si convinse che le potenze occidentali speravano in una guerra fra la Germania e l'Unione Sovietica e, di conseguenza, accettò le proposte di accordo avanzate dai tedeschi all'inizio di maggio: il 23 agosto 1939 firmò un patto di non aggressione con Adolf Hitler (patto Molotov-Ribbentrop). Stalin ottenne così dalla Germania ciò che Francia e Regno Unito gli avevano decisamente negato durante i negoziati per la "triplice alleanza": mano libera nel Baltico per mettere al sicuro le posizioni strategiche sovietiche in un'area ritenuta vitale per la sicurezza di Leningrado. Nel contesto del negoziato, "mano libera" significava il diritto di procedere preventivamente per contrastare sul nascere ogni possibile tentativo di sovversione o invasione tedesca dei Paesi baltici indipendentemente dalla volontà dei loro stessi governi.
Il patto sovietico-tedesco includeva un'appendice segreta nella quale la Finlandia, gli Stati baltici e la Polonia orientale erano classificate come zona di sicurezza sovietica. Una settimana dopo i tedeschi attaccarono la Polonia, imitati a metà settembre dalle truppe sovietiche che varcarono i confini polacchi occupando la Polonia orientale (un territorio pressappoco corrispondente a quello annesso dalla Polonia dopo la guerra sovietico-polacca nel 1920), e gli Stati baltici furono obbligati ad accettare basi militari sovietiche sul loro territorio (l'Estonia firmò l'accordo il 28 settembre, la Lettonia il 5 ottobre e la Lituania l'11 ottobre).

### Il primo incontro a Mosca
Il 5 ottobre 1939 il Commissario agli esteri sovietico Molotov telefonò all'ambasciatore finlandese a Mosca, Aarno Yrjö-Koskinen, chiedendo un incontro urgente con il ministro degli esteri finlandese Eljas Erkko per avere uno scambio di vedute su "questioni politiche concrete". I finlandesi presero tempo, avviarono la mobilitazione generale delle forze armate mascherandola sotto il nome di "esercitazione straordinaria" e decisero di non impegnarsi nei colloqui a livello di governo ma di inviare a Mosca una delegazione guidata dall'ambasciatore a Stoccolma, Juho Kusti Paasikivi, e composta inoltre dal capo dipartimento al ministero degli esteri, Johan Nykopp, e dal consigliere militare della presidenza della repubblica, colonnello Aladár Paasonen. Le istruzioni date a Paasikivi erano di enfatizzare che la politica di neutralità, il fatto di essere un piccolo paese, il Trattato di Tartu e il patto di non aggressione con l'Unione Sovietica rendevano difficile che la Finlandia potesse diventare una minaccia per l'Unione Sovietica, mentre ogni concessione territoriale o aggiustamento delle frontiere erano da scartare, come pure l'installazione di basi militari sovietiche in territorio finlandese; solo se strettamente necessario Paasikivi poteva concedere qualche piccola isola nel golfo; ogni concessione doveva essere reciproca e le compensazioni dovevano apparire ragionevoli agli occhi degli osservatori stranieri; nessuna discussione era permessa riguardo a trattati di mutua assistenza.
I colloqui iniziarono il 12 ottobre, alla delegazione finlandese si unì l'ambasciatore Yrjö-Koskinen; per i sovietici erano presenti sia Molotov che Stalin. Le richieste sovietiche, giustificate con la necessità di poter controllare l'ingresso al golfo di Finlandia e garantire la sicurezza di Leningrado, erano:

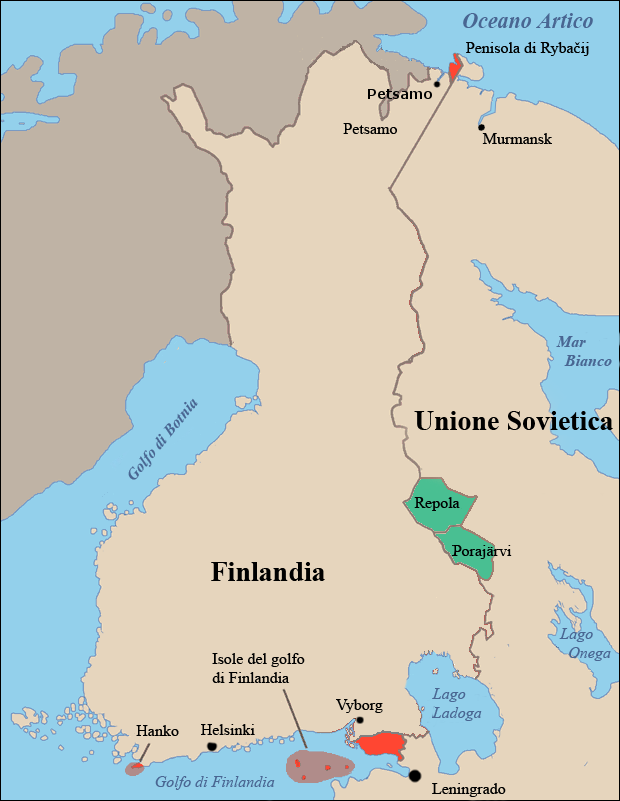
Carta dei territori oggetto del negoziato: in rosso i territori finlandesi che Stalin chiedeva, in verde quelli che era disposto a dare in cambio

- lo spostamento della frontiera sull'istmo di Carelia in modo che la stessa fosse a 70 km da Leningrado, cioè oltre il raggio d'azione delle artiglierie pesanti;
- la cessione della parte occidentale della penisola di Rybačij, per meglio proteggere l'accesso al porto di Murmansk, sull'estuario del fiume Kola, l'unico porto della Russia settentrionale sempre libero dai ghiacci, e contemporaneamente controllare l'accesso al porto finlandese di Petsamo;[nota 9]
- la cessione delle isole di Suursaari, Lavansaari, Tytärsaari e Koivisto, nel golfo di Finlandia;
- l'affitto di una base navale sul promontorio di Hanko (con diritto di ancoraggio per le navi sovietiche nella baia di Lappohja) che, insieme alla base di Paldiski in Estonia, avrebbe assicurato di poter sbarrare col fuoco incrociato delle artiglierie costiere l'ingresso nel golfo di Finlandia a navi nemiche;
- la distruzione delle fortificazioni in Carelia in cambio di un'analoga azione da parte russa;
- il rafforzamento del patto di non aggressione in vigore mediante l'addizione di un'ulteriore clausola per cui le parti contraenti si sarebbero impegnate ad astenersi dalla partecipazione ad alleanze che potessero essere, direttamente o indirettamente, ostili all'altra parte.

In tutto 2 761 km² di suolo finnico, in compensazione del quale Stalin era pronto a cedere 5 529 km² di territorio sovietico nei distretti di Repola e Porajärvi, nella Carelia orientale. Impressionato dall'ampiezza delle richieste sovietiche che riguardavano anche questioni sulle quali gli era stato proibito di trattare, Paasikivi tornò a Helsinki per nuove istruzioni.
Le proposte sovietiche divisero il governo finlandese. Nel Consiglio di stato finlandese si contrapposero la posizione dura, contraria a ogni compromesso territoriale e politico, del ministro degli esteri Erkko e di quello della difesa Juho Niukkanen, con quella più possibilista di Yrjö-Koskinen, del ministro delle finanze Väinö Tanner e del maresciallo Mannerheim, favorevoli a trovare un accordo. Alla fine prevalse la linea dell'intransigenza e, nella risposta scritta preparata dallo stesso Erkko, il governo finlandese concluse che sotto nessuna circostanza la base di Hanko poteva essere affittata all'Unione Sovietica né poteva essere ceduta la parte finlandese della penisola di Rybachi; cinque piccole isole potevano essere cedute dietro compensazione; un piccolo aggiustamento della frontiera sull'istmo poteva essere accettato (la cosiddetta "curva di Kuokkala": una piccola striscia di terra sul lato del golfo); il patto di non aggressione del 1932 poteva essere modificato in modo da affermare che nessuna delle due parti contraenti avrebbe aiutato un altro Stato ad attaccare l'altra parte. Non volendo più condurre il negoziato senza un membro del governo, Paasikivi fu accompagnato a Mosca dal ministro Väinö Tanner.

### Il secondo incontro a Mosca
Quando le nuove proposte furono presentate ai negoziatori sovietici il 23 ottobre, Stalin espresse la propria delusione dichiarandole inadeguate e rimarcando più volte che le richieste sovietiche erano minime e non potevano essere ridotte. Poi, presa una carta militare, cominciò a tracciare a mano libera alcune possibili linee di frontiera sull'istmo che, però, lasciavano tutta l'isola di Koivisto dal lato sovietico: un punto sul quale la delegazione finlandese non aveva il potere di trattare. Dopo due ore di colloqui infruttuosi, la discussione era virtualmente finita; mentre la delegazione finlandese si preparava a lasciare il Cremlino, Molotov chiese come stupito: «È vostra intenzione provocare un conflitto?». La sessione terminò e Paasikivi e Tanner si prepararono a ritornare a Helsinki, ma poche ore dopo Molotov telefonò chiedendo un nuovo incontro. Quando la delegazione finlandese ritornò al Cremlino, Molotov offrì una riduzione delle truppe di terra da schierare a Hanko (da 5 000 a 4 000), con la condizione che sarebbero state mantenute solo fino al termine della guerra franco-anglo-tedesca in Europa, una riduzione delle richieste territoriali sull'istmo di Carelia e l'accettazione della proposta finlandese di modifica del patto di non aggressione.
Anche così, le richieste sovietiche rimanevano molto al di là di ciò che i finlandesi erano disposti a concedere. Non potendo impegnarsi su queste proposte, Paasikivi e Tanner ritornarono a Helsinki. Nello stesso tempo, Tanner inviò una lettera al governo svedese chiedendo se, in caso di guerra, la Finlandia avrebbe potuto contare sull'aiuto di Stoccolma: il primo ministro svedese Per Albin Hansson rispose che la Svezia avrebbe continuato a rifornire la Finlandia di armi e cibo, avrebbe consentito il passaggio sul proprio territorio dei rifornimenti di paesi terzi e avrebbe offerto il proprio supporto diplomatico, ma solo finché ciò non avesse implicato un proprio diretto coinvolgimento in un conflitto armato.
Le proposte sovietiche furono di nuovo discusse dal Consiglio di stato finlandese, dapprima in seduta segreta per analizzare le possibilità di difesa in caso di guerra. Il maresciallo Mannerheim era dell'opinione che la Finlandia non fosse in condizioni di affrontare una guerra: l'equipaggiamento dell'esercito era carente, con munizioni sufficienti per non più di due settimane. Mannerheim sperava che fosse possibile trovare un accomodamento con i sovietici che permettesse di evitare la guerra ed era anche dell'opinione che, da un punto di vista strategico, la cessione di Repola e Porajärvi fosse la migliore offerta che i sovietici potessero fare. Riguardo a Hanko, propose di offrire ai sovietici l'isola di Jussarö, a est della penisola. Il ministro della difesa Niukkanen, invece, era ottimista circa le possibilità delle forze armate finlandesi ed era convinto che avrebbero potuto resistere per non meno di sei mesi.

### Il terzo incontro a Mosca e la fine del negoziato
Sulla strada per Mosca Paasikivi e Tanner appresero che, il 31 ottobre, Molotov aveva reso noti i dettagli dei negoziati nel suo discorso al Soviet supremo ma, nonostante il parere contrario di Erkko e Cajander, decisero di continuare comunque il viaggio, anche perché l'annuncio di Molotov era avvenuto dopo che i finlandesi avevano considerevolmente ecceduto il tempo entro il quale Paasikivi aveva promesso una risposta a Stalin.

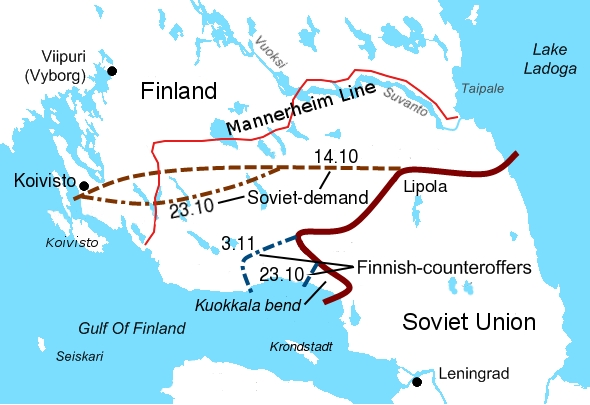
La richieste sovietiche e le controfferte finlandesi riguardo alla frontiera sull'istmo di Carelia. I sovietici chiesero che la frontiera fosse spostata sulla linea Lipola-Koivisto.

Il 3 novembre alla presenza di Molotov e del vicecommissario agli esteri Vladimir Petrovič Potëmkin (Stalin era assente), Paasikivi lesse la risposta finlandese: le domande riguardo Hanko e la baia di Lappohja non potevano essere accettate; le isole di Seiskari, Peninsaari, Lavansaari e Tytärsaari potevano essere cedute contro compensazione territoriale; sull'istmo venne proposta una nuova linea di frontiera che andava dal golfo di Finlandia, alla foce del fiume Vammeljoki e fino a quella esistente; a Petsamo la Finlandia era pronta a cedere la parte occidentale della penisola di Rybachi, ma solo a nord del fiordo di Pummanki; sulle compensazioni territoriali doveva essere preso in conto l'ineguale valore delle aree cedute e di quelle proposte in compensazione (su questo punto i sovietici si dichiareranno disposti a pagare in denaro la differenza di valore dei territori); nessuna concessione sulla distruzione delle fortificazioni in Carelia. L'incontro fu molto breve, Molotov ascoltò le dichiarazioni finlandesi e le dichiarò non adeguate. Alla fine aggiunse: «Noi civili non abbiamo alcun ulteriore ruolo nella questione; ora tocca ai militari dire la loro».
Invece, il giorno dopo, i finlandesi vennero di nuovo convocati al Cremlino; questa volta erano presenti sia Molotov che Stalin. Stalin insistette per la cessione di Hanko, in qualsiasi forma i finlandesi volessero (affitto, vendita o scambio), rimarcando la sua importanza per la difesa dell'Unione Sovietica e di come, a suo tempo, l'Unione Sovietica avesse assicurato l'indipendenza alla Finlandia al contrario di ciò che avevano fatto il governo zarista e quello di Kerenskij. Ora però il governo sovietico chiedeva garanzie per la propria sicurezza: in questo senso il golfo di Finlandia era di estrema importanza per l'Unione Sovietica ed era per questa ragione che chiedevano Hanko e la baia di Lappohja. Quando i finlandesi ribadirono l'impossibilità di trattare su Hanko, con loro sorpresa Stalin propose in alternativa un gruppo di isole a est di Hanko (Hermansö, Koö, Hästö e Busö) e dopo aver tracciato sulla carta una linea rossa intorno a esse chiese: «Avete necessità di queste isole?». Paasakivi rispose che si trattava di una nuova questione riguardo alla quale non avevano istruzioni.
L'8 novembre un telegramma cifrato fu ricevuto dalla delegazione finlandese con nuove istruzioni. Il telegramma non era firmato e faceva riferimento a posizioni espresse dal presidente Kyösti Kallio delle quali i gruppi parlamentari erano stati informati: la cessione di Hanko, in qualsiasi forma, era fuori discussione; lo stesso valeva per le altre isole proposte dai sovietici in alternativa a Hanko e per l'isola di Jussarö. Interrogato in proposito alla linea da tenersi nel caso nessun accordo potesse essere raggiunto su queste basi, il governo, in un successivo telegramma firmato da Erkko, dava ai delegati il potere di interrompere i negoziati. La paternità del primo telegramma restò oscura: in una riunione segreta del Consiglio di stato del 25 febbraio 1940, il presidente Kallio dichiarò di non essere stato a conoscenza dell'invio del telegramma; nel suo libro sulla guerra d'inverno, Väinö Tanner adombrò la possibilità che fosse opera di Erkko, che aveva firmato il secondo telegramma. Il 9 novembre Paasikivi e Tanner misero i sovietici al corrente della risposta del proprio governo. Stalin e Molotov li guardarono stupiti; Stalin indicò sulla carta l'isola di Russarö e chiese: «Potreste forse cedere questa?» Al diniego finlandese, disse: «Quindi non sembra che possa venirne fuori qualcosa. Non ne verrà fuori nulla». Dopo un'ora di discussioni inconcludenti, non avendo l'autorità di negoziare oltre, la delegazione finlandese lasciò il Cremlino.
Incapaci di rassegnarsi al fallimento dei negoziati, Paasikivi e Tanner attesero invano per quattro giorni una qualche comunicazione da parte di Molotov che riaprisse il dialogo ma poi, la sera del 13 novembre, ripartirono per Helsinki. Per Tanner e Paasikivi la responsabilità principale della rottura del negoziato e dell'aver, in tal modo, spinto la Finlandia in un vicolo cieco fu della posizione intransigente di Erkko e Cajander; in seguito Paasikivi si riferì al conflitto come alla "guerra di Erkko". Sembra anche che, alla vigilia della partenza per l'ultimo viaggio a Mosca, Erkko avesse detto a Paasikivi: «Dimentica che la Russia è una grande potenza».

### L'inizio della guerra e il Governo di Terijoki
Nelle settimane seguenti vi fu una calma apparente, segnata solo da toni sempre più accesi della propaganda anti-finlandese sulla stampa sovietica e da ripetute violazioni dello spazio aereo finnico da parte dei ricognitori sovietici. Poi, il 26 novembre nel villaggio di frontiera di Mainila alcuni militari e civili sovietici furono uccisi da colpi di artiglieria, di provenienza finlandese secondo i sovietici, sovietica secondo i finnici. La Finlandia inviò una nota al governo sovietico chiedendo che sull'incidente indagasse una commissione internazionale, ma ormai non vi era più alcuna possibilità per i negoziati: tre giorni dopo l'Unione Sovietica interruppe le relazioni diplomatiche e il 30 novembre ordinò alle forze armate di attaccare la Finlandia.
Scrisse Chruščëv nelle sue memorie:
Lo scoppio della guerra provocò un radicale cambiamento politico in Finlandia: il governo Cajander fu dimissionato e sostituito da un governo guidato dal governatore della Banca di Finlandia, Risto Ryti; il ruolo di ministro degli esteri fu affidato a Väinö Tanner, Paasikivi fu nominato ministro senza portafoglio e al maresciallo Mannerheim fu dato il comando supremo delle forze armate. Da parte finlandese si sperava che il nuovo governo potesse riprendere i colloqui con i sovietici, ma la speranza risultò vana: all'ambasciatore svedese a Mosca, incaricato dal governo finlandese di intervenire presso il governo sovietico per riavviare il negoziato, Molotov rispose che era impossibile poiché l'Unione Sovietica riconosceva come governo finlandese unicamente quello della "Repubblica Democratica Finlandese".
Questo governo fu insediato il 1º dicembre a Terijoki, un villaggio di frontiera occupato dall'Armata Rossa nel primo giorno di guerra, era presieduto da Otto Kuusinen e formato da comunisti fuggiti dalla Finlandia dopo la sconfitta nella guerra civile; il suo compito era di anticipare un futuro governo filo-sovietico della Finlandia, condurre la propaganda contro il governo "bianco" di Helsinki per fomentare il dissenso interno e ottenere il sostegno dei lavoratori finlandesi all'avanzata dell'Armata Rossa. Un trattato di amicizia, assistenza e cooperazione fu concluso con il governo dell'Unione Sovietica, in base al quale la Finlandia cedeva i territori inizialmente richiesti dall'Unione Sovietica e riceveva in cambio circa 70 000 km² di territorio nella Carelia sovietica. Tuttavia il "Governo di Terijoki" fallì nel suo scopo, anzi la sua attività ottenne l'effetto contrario: compattò il fronte interno finlandese e portò all'isolamento internazionale dell'Unione Sovietica e alla sua espulsione dalla Società delle Nazioni.

## Terreno

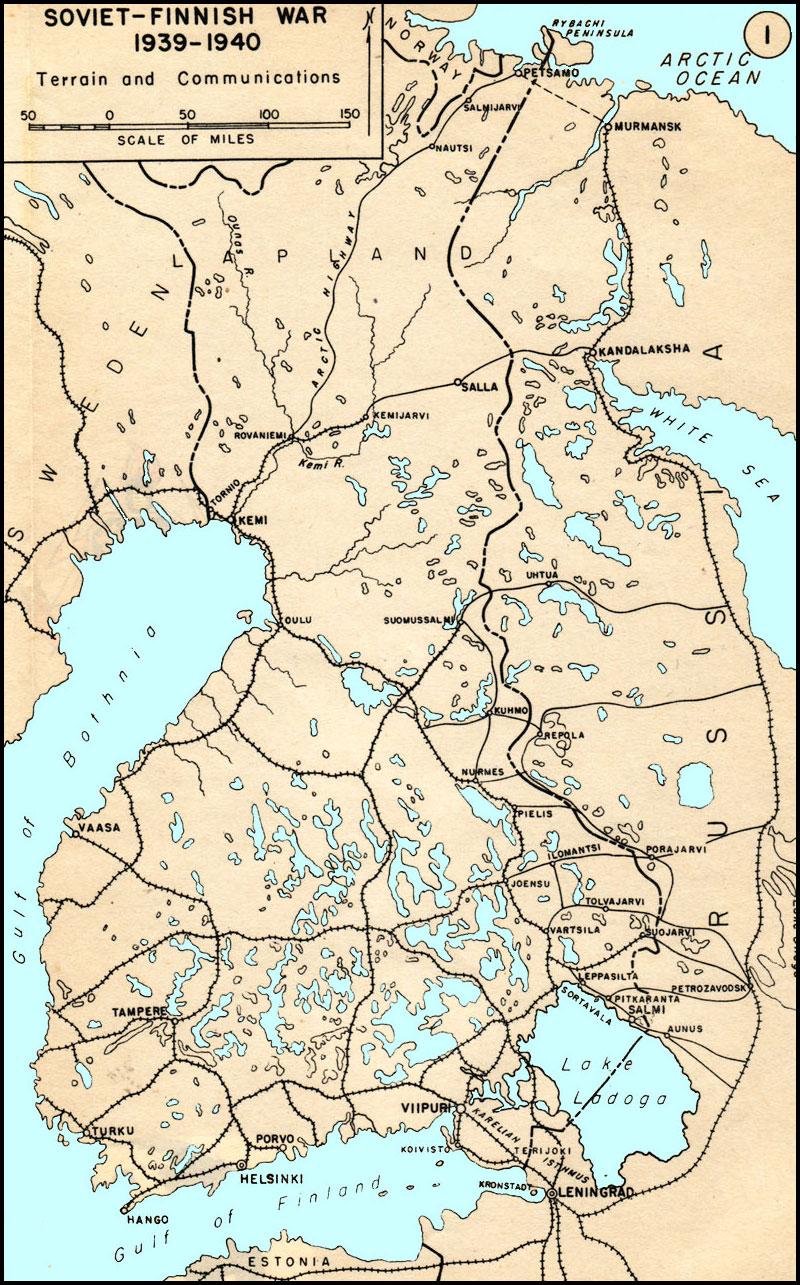
Guerra d'inverno: terreno e vie di comunicazione

Le caratteristiche del terreno sul quale fu combattuta la guerra, unite al periodo dell'anno, furono determinanti nello svolgimento delle operazioni belliche. La frontiera orientale, dal lago Ladoga fin quasi all'Oceano Artico, era occupata da un'immensa foresta punteggiata da circa sessantamila laghi che, insieme alle paludi e ai corsi d'acqua, creavano un labirinto di acque e selve attraversato da pochissime strade, tutte distanti da 100 a 250 km dalla ferrovia Leningrado-Murmansk, l'unica importante via di collegamento sul versante sovietico. L'inverno 1939-40 fu eccezionalmente severo, il secondo più freddo dal 1828, con temperature medie intorno ai -30 °C e punte fino a -70 °C. Il periodo ideale per l'attacco alla Finlandia sarebbe stato quello di gelo, prima dell'arrivo della neve, che avrebbe consentito ai mezzi meccanici di muoversi agevolmente sulla superficie ghiacciata dei laghi e delle paludi, senza essere confinati sulle poche strade disponibili. Invece la neve arrivò prima del previsto, con abbondanti precipitazioni che ostacolarono i movimenti sia delle truppe che dei veicoli su ruote o su cingoli, riducendo il vantaggio sovietico in fatto di moderni equipaggiamenti.
Lungo l'istmo di Carelia la difesa finlandese poteva contare sugli apprestamenti difensivi della cosiddetta Linea Mannerheim, la cui costruzione era stata pianificata a partire dal 1919 e che correva da Capo Kyrönniemi, sul Golfo di Finlandia, verso nord, in direzione dei laghi Kuolemajärvi e Hatialahti, per poi piegare verso est in prossimità dell'ansa del fiume Summajoki. Da questo punto in poi la linea si appoggiava ad alcuni ostacoli naturali costituiti dal lago Summajärvi, le paludi di Munasuo, i laghi Muolaanjärvi e Yskjärvi, la chiesa del villaggio di Muolaa sul lago Kirkkojärvi, il lago Punnusjärvi, il promontorio di Oravaniemi sul fiume Vuoksi e quindi il corso dello stesso fiume Vuoksi fino alla confluenza col fiume Taipale, immissario del Lago Ladoga.
Sull'istmo di Carelia vi erano 157 postazioni per mitragliatrici e 8 postazioni per artiglieria in bunker di calcestruzzo o di cemento armato. Tuttavia la linea su cui fu bloccata l'avanzata dell'Armata Rossa in dicembre era per la maggior parte formata da mere opere campali: bunker di terra e legno, trincee, rifugi, korsus (piccoli rifugi sotterranei per la notte), ostacoli anticarro formati da file di massi di granito, sbarramenti di filo spinato e campi minati. Queste difese potevano essere considerate formidabili per gli standard della prima guerra mondiale, ma erano assolutamente non paragonabili a quelle delle linee Maginot e Sigfrido, e di certo non al livello della tecnologia militare all'inizio della seconda guerra mondiale.

## Forze in campo

### Unione Sovietica
L'esperienza della guerra civile russa (1918-1920) fu un fattore decisivo nello sviluppo dell'Armata Rossa: questa infatti condusse operazioni su aree di estensione immensa, molto al di là di quella che fu l'esperienza degli eserciti sul fronte occidentale durante la prima guerra mondiale; mentre negli altri eserciti si dibatteva su come rompere le fasi di stallo sul campo di battaglia, i sovietici studiarono come condurre e sostenere in profondità manovre su larga scala che essi pensavano avrebbero caratterizzato le guerre future. Durante la prima fase dello sviluppo dell'Armata Rossa, fra il 1922 e il 1928, il dibattito al suo interno vide il formarsi di due gruppi di opinione: l'uno, guidato da Lev Trockij, il creatore dell'Armata Rossa, era per la formazione di un grande esercito territoriale concentrato sulla lotta contro i nemici interni della rivoluzione e un piccolo esercito regolare per la difesa delle frontiere; l'altro, guidato da Michail Vasil'evič Frunze, era a favore invece della creazione di un esercito professionale, per la difesa contro i nemici esterni e di una dottrina militare unificata basata sull'offensiva e sulla guerra di manovra. Le idee di questo secondo gruppo prevalsero e fra il 1924 e il 1925, prima di morire in seguito a un'operazione chirurgica, Frunze stesso guidò lo sviluppo dell'esercito come Commissario alla difesa.

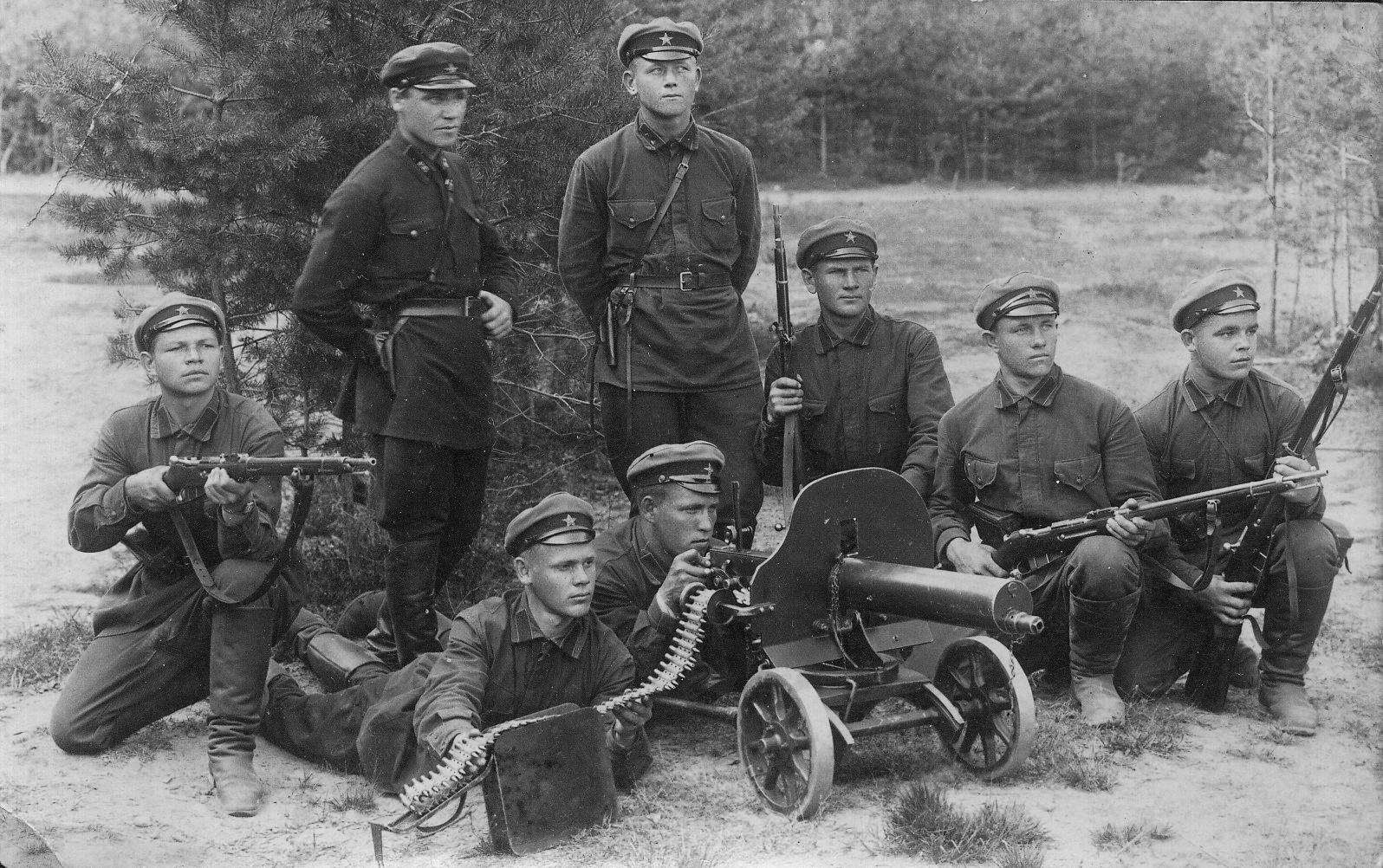
Soldati dell'Armata Rossa con una mitragliatrice Maxim nel 1930

Un gruppo di ex ufficiali zaristi ― come Tuchačevskij, Svechin, Triandafillov e Šapošnikov ― posero le basi per lo sviluppo della dottrina militare sviluppando idee che includevano le operazioni in profondità e la meccanizzazione dell'esercito. Essi introdussero nella dottrina militare il concetto di livello "operazionale" nella conduzione della guerra, interposto fra strategia e tattica, riconoscendo l'impossibilità nella guerra moderna di distruggere un esercito avversario attraverso una singola operazione, come accadeva nelle battaglie del passato, e quindi la necessità di una serie di successive operazioni per ottenere lo stesso risultato. Queste idee furono alla base del primo manuale operativo dell'Armata Rossa pubblicato nel 1929, il PU-29, e, ulteriormente sviluppate e affinate, del successivo PU-36. Stalin, che salì al potere dopo la morte di Lenin, si rese conto che per poter modernizzare l'esercito fosse necessaria una solida base industriale, e la creazione di questa fu l'obiettivo del "primo piano quinquennale" varato nel 1928. Come conseguenza dello sviluppo industriale, l'Armata Rossa triplicò le proprie dimensioni passando da 562 000 uomini nel 1934 a 1 600 000 uomini nel 1937; fra il 1931 e il 1937 la produzione annua di carri armati passò da 740 unità a 3 139 e quella dei cannoni da 2 000 unità a oltre 5 000. Per fare in modo che l'Armata Rossa fosse in grado di mettere in pratica le teorie di Tuchačevskij — nominato a capo del Dipartimento tecnico per gli armamenti dell'esercito — e degli altri ufficiali del suo gruppo, furono creati i corpi corazzati e meccanizzati e sviluppati carri armati veloci e aerei d'assalto. Le esercitazioni combinate delle forze armate sovietiche durante questo periodo attrassero l'attenzione degli osservatori internazionali: britannici e francesi restarono molto impressionati dalle idee di Tuchačevskij e dalla superiorità dell'Armata Rossa in fatto di meccanizzazione e armamenti rispetto a tutti gli altri eserciti europei.
Gli osservatori, comunque, furono anche unanimemente concordi sulla rozzezza tattica delle forze sovietiche: l'Armata Rossa conduceva le esercitazioni più come parate che come effettive esercitazioni tattiche; tuttavia l'addestramento, l'organizzazione e l'equipaggiamento dell'Armata Rossa stavano maturando insieme alla dottrina militare quando questo processo venne brutalmente interrotto dalle "grandi purghe" staliniane: circa 44 000 ufficiali furono vittime dei processi staliniani, di questi almeno 15 000 furono fucilati e gli altri furono imprigionati o deportati in Siberia.
Le "purghe" liquidarono la generazione di ufficiali che aveva definito la dottrina della guerra manovrata (Tuchačevskij fu fucilato nel 1937 e Svechin nel 1938). Le loro idee vennero presto associate ai traditori del regime, ma, nonostante i sopravvissuti fossero poco inclini ad abbracciare apertamente il pensiero degli ufficiali caduti in disgrazia e il processo di modernizzazione e meccanizzazione dell'esercito si fosse arrestato, la loro dottrina continuò a essere insegnata nelle scuole militari. Nel 1936 "volontari" e armamenti furono inviati in Spagna in appoggio ai repubblicani e la guerra civile spagnola fornì l'opportunità di valutare tattiche e armamenti dal vero: qui, però, la guerra fu soprattutto di posizione, dove la difesa ebbe un ruolo predominante. Il generale Dmitrij Grigor'evič Pavlov, che aveva servito in Spagna come consigliere militare, convinse Stalin e il Commissario alla difesa Kliment Efremovič Vorošilov che i carri armati non avrebbero svolto un ruolo dominante sui campi di battaglia in futuro e, come conseguenza, l'alto comando sovietico si convertì alla guerra di logoramento basata sulla forza delle difese.
Il cambiamento nella strategia ebbe un immediato impatto sull'organizzazione e l'impiego delle forze meccanizzate: i corpi meccanizzati furono aboliti e sostituiti da brigate meccanizzate che si pensava potessero meglio supportare la fanteria nella guerra di posizione. Secondo alcuni questo fu il peggior compromesso possibile: le brigate meccanizzate erano troppo piccole per poter agire efficacemente in una guerra di manovra e troppo grandi per funzionare come supporto alla fanteria. Prima che il cambiamento fosse completato, l'Armata Rossa fu messa direttamente alla prova contro l'Esercito giapponese durante il cosiddetto "incidente di Nomonhan": il generale Žukov ottenne una decisiva vittoria contro i nipponici utilizzando le tattiche della guerra manovrata e delle operazioni in profondità, validando molte delle idee contenute nel PU-36. I successi di Žukov furono utilizzati da Stalin per sostenere che le "purghe" non avevano indebolito l'Armata Rossa ma, al contrario, l'avevano rafforzata; tuttavia, a dispetto dei successi dei corpi meccanizzati di Žukov, l'alto comando continuò a smantellare le forze meccanizzate basandosi sull'assunto che l'esercito giapponese fosse troppo arretrato per poter costituire un valido test.
Le forze aeree sovietiche (Voenno-vozdušnye sily SSSR – VVS) impiegate contro la Finlandia schieravano un totale di circa 2 318 aerei, di cui 1 044 caccia e 855 bombardieri, di base in Estonia o dislocati fra l'estremo Nord e il golfo di Finlandia (alcune fonti sovietiche parlano invece di 3 253 aerei disponibili per la guerra d'inverno). I velivoli sovietici comprendevano bombardieri Tupolev SB-2 e Ilyushin DB-3, caccia biplani Polikarpov I-15 e Polikarpov I-153, caccia monoplani Polikarpov I-16, e ricognitori/bombardieri tattici biplani Polikarpov R-5.

### Finlandia

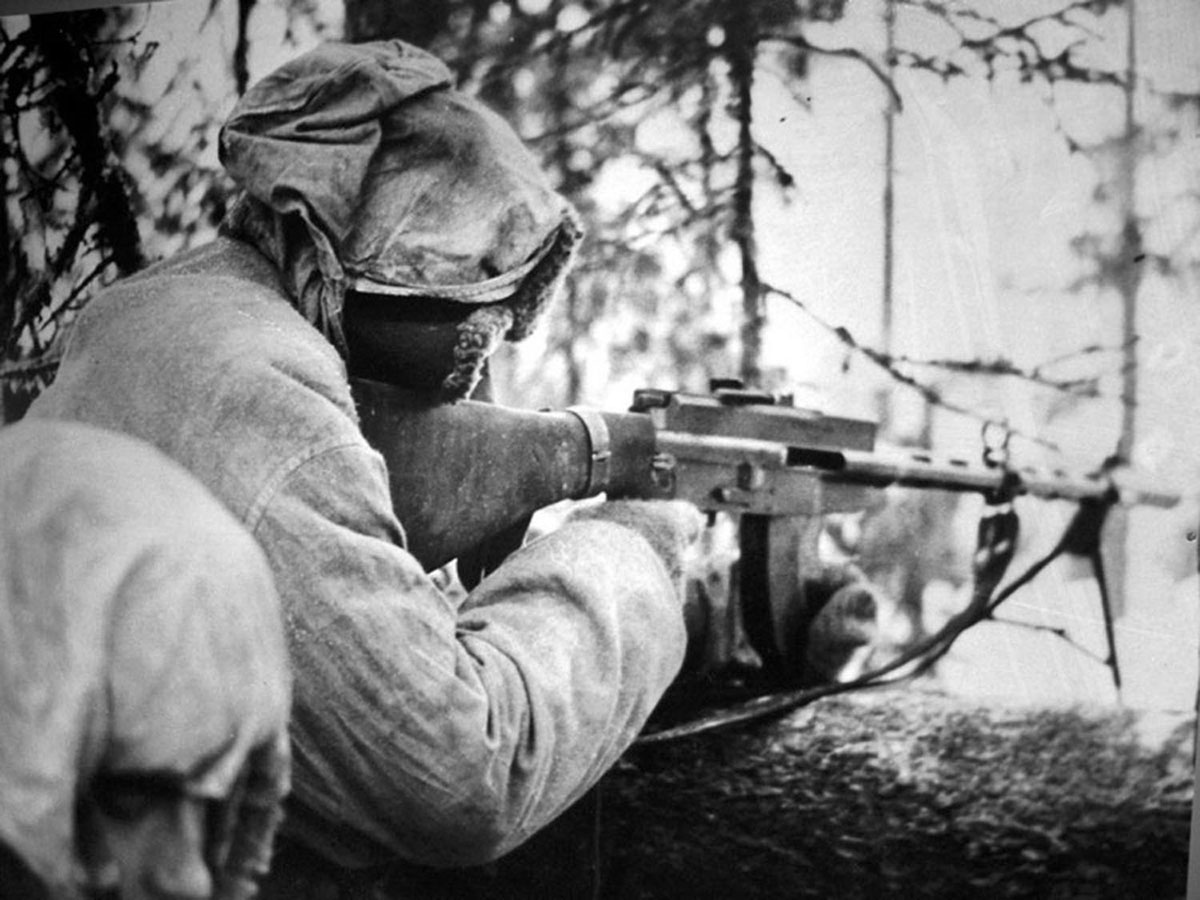
Un soldato finlandese con una mitragliatrice Lahti-Saloranta M/26 in una postazione nel febbraio 1940

Le origini dell'esercito finlandese si collegano ai "Corpi di protezione" creati sin dalla fine del medioevo per contrastare le incursioni russe durante le molte guerre che videro opposti la Svezia e la Russia per il predominio nel Baltico. I Corpi di protezione furono ricreati segretamente, con l'appoggio della Germania, durante la prima guerra mondiale e circa 2 000 uomini furono addestrati in Germania nel 1914 per poi combattere contro i russi sul fronte orientale; tornati in patria nel febbraio del 1918, formarono la maggior parte della leadership dell'esercito "bianco" durante la guerra civile e successivamente dell'Esercito regolare finlandese: nel dicembre del 1917 contavano circa 14 000 uomini e nel gennaio dell'anno seguente divennero l'esercito del governo ufficiale della Finlandia.
Fra il 1920 e il 1945 vi furono due organizzazioni militari in Finlandia: l'esercito regolare e la Guardia civile (Suojeluskunta); quest'ultima organizzazione si ricollegava all'esperienza dei Corpi di protezione durante la guerra civile, era pervasa da sentimenti politici di estrema destra e molti dei suoi leader e appartenenti furono coinvolti nella fallita ribellione di Mäntsälä nel 1930. Nel 1921 fu creata un'organizzazione paramilitare femminile, poi evolutasi in corpo ausiliario dell'esercito, detta "Lotta Svärd", dal nome dell'eroina di un poema storico, i cui compiti principali erano provvedere al vettovagliamento delle truppe e prestare il primo soccorso ai feriti. Sin dall'indipendenza, nel 1917, era un fatto comunemente accettato fra l'opinione pubblica finlandese, e fra i militari in modo particolare, che l'unico potenziale nemico fosse la Russia, perciò la nazione era psicologicamente preparata allo scontro con l'Unione Sovietica.

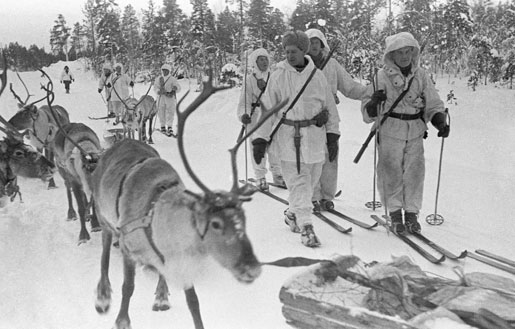
Una pattuglia finlandese durante la guerra d'inverno

La leva obbligatoria fu introdotta nel 1922 e dal 1934 le truppe furono organizzate su base territoriale, in modo tale che le unità potessero essere assemblate, organizzate ed equipaggiate in aree prossime a quelle di residenza degli uomini e quindi trasferite al fronte in tempi molto brevi, normalmente entro una settimana dal primo avviso. Tutti gli uomini dei reparti di fanteria erano equipaggiati con sci, perfettamente addestrati al loro utilizzo e in grado di coprire tramite essi lunghe distanze; inoltre la mimetizzazione invernale con tute bianche faceva parte del normale equipaggiamento e i reparti erano dotati di tende riscaldate che consentivano ai soldati di ripararsi e dormire al caldo anche in prossimità del fronte. Sebbene l'addestramento al combattimento fosse eccellente, le armi a disposizione erano limitate: ogni fante aveva un fucile Mosin-Nagant 1891/30 oppure un Berdan (gli stessi in dotazione all'Armata Rossa, cosa che consentì ai finnici di utilizzare le munizioni catturate ai russi), mentre ogni plotone aveva a propria disposizione almeno una mitragliatrice finlandese Lahti-Saloranta M/26 o un fucile mitragliatore Suomi KP-31. Per la protezione anticarro vi erano cannoni svedesi Bofors da 37 mm, fucili anticarro Lahti L-39, cannoncini Madsen da 20 mm e bottiglie Molotov; queste ultime perfezionate con l'aggiunta di un innesco a urto e prodotte in serie dal monopolio di stato per gli alcolici; l'artiglieria era equipaggiata perlopiù con cannoni 76 K/02 da 76 mm. Il problema che maggiormente affliggeva l'esercito finlandese all'inizio della guerra era la disponibilità limitata di munizioni, almeno finché non cominciarono a giungere gli aiuti stranieri, soprattutto dalla Francia.
L'aeronautica militare finlandese (Suomen ilmavoimat) all'inizio del conflitto disponeva di 145 aerei, di cui 114 operativi. I velivoli di punta erano rappresentati da quattordici Bristol Blenheim dei due reparti da bombardamento LLv 44 e 46, e da quarantuno caccia Fokker D.XXI. A questi aerei si aggiungevano dieci caccia biplani Bristol Bulldog, pochi antiquati ricognitori Fokker C.V e C.X, e alcuni idrovolanti Blackburn Ripon e Junkers K 43. In Italia erano stati ordinati trentacinque caccia Fiat G.50, ma nessuno di essi era ancora stato consegnato: cominceranno ad arrivare a conflitto in corso.

## Svolgimento del conflitto

### Prima fase
All'inizio di novembre, quando era ormai evidente il fallimento dei colloqui, Stalin scelse l'opzione militare per ottenere ciò che non aveva potuto raggiungere per via negoziale. Fu affrettatamente preparato un piano di guerra e furono dislocate le truppe lungo i 1 600 km della frontiera sovietico-finlandese, dall'estremo nord al golfo di Finlandia. Stalin affidò il ruolo di condurre l'offensiva alle forze del Distretto Militare di Leningrado guidate dal generale Kirill Afanas'evič Mereckov. L'attacco doveva essere condotto secondo quattro principali direttrici e il suo scopo principale era la cattura di Viipuri e l'avanzata verso Helsinki. Subito prima dell'inizio della guerra, Stalin ordinò al generale Mereckov di assumere il comando della 7ª Armata schierata lungo l'istmo di Carelia, eliminando in tal modo il comando operazionale del teatro di guerra: i comandanti delle varie armate venivano così a dipendere direttamente da Stalin e dall'alto comando sovietico (Stavka), che fungevano sia da comando strategico sia da comando operazionale.
Lo schieramento sovietico era il seguente:
- all'estremo nord la 14ª Armata (generale Valerian Frolov), formata da tre divisioni di fanteria (55 000 uomini, 165 carri armati, 220 cannoni), aveva il compito di attaccare il porto di Petsamo per poi marciare verso sud in direzione di Kemijärvi-Rovaniemi e unirsi con la 9ª Armata;
- nella Finlandia settentrionale la 9ª Armata (generale Michail Duchanov), su cinque divisioni di fanteria (95 000 uomini, 275 carri armati, 360 cannoni), doveva avanzare verso il Golfo di Botnia per tagliare le vie di comunicazione con la Svezia;
- a sud, centro del massimo sforzo sovietico, erano schierate l'8ª e la 7ª Armata:
  - l'8ª Armata (generale Ivan Khabarov), formata da sette divisioni di fanteria e una brigata corazzata (150 000 uomini, 500 carri armati, 500 cannoni), era schierata a est del Lago Ladoga e doveva avanzare lungo la sponda settentrionale del lago per prendere la ferrovia Sortavala-Kemi, il cui possesso avrebbe facilitato le azioni nel nord della Finlandia, e poi attaccare il fianco e le retrovie delle difese nemiche congiungendosi con l'ala destra della 7ª Armata, in modo da impedire alle forze finlandesi di stabilire una difesa organizzata a ovest della linea dei laghi Saimaa;
  - la 7ª Armata (generale Kirill Mereckov) doveva condurre l'attacco principale lungo l'istmo di Carelia; era formata da dieci divisioni di fanteria e sei brigate corazzate (240 000 uomini, 1 500 carri armati e 900 cannoni). Il suo compito era quello di rompere le difese della Linea Mannerheim e avanzare con l'ala sinistra verso Viipuri e il cuore della Finlandia, e con l'ala destra attraversare il fiume Vuoksi e prendere la ferrovia Sortavala-Imatra in modo da isolare le forze finniche schierate a nord del Lago Ladoga.

In totale 540 000 uomini, 2 485 carri armati, 2 000 cannoni e 2 340 aerei.
Di contro era lo schieramento finlandese:
- all'estremo nord un battaglione di fanteria e due compagnie di guardie di frontiera;
- nel settore settentrionale, inizialmente, vi erano solo due compagnie di guardie di frontiera presto incrementate a una forza corrispondente a quella di una divisione e mezza; la 9ª Divisione era in via di equipaggiamento a Oulu;
- a sud, il IV corpo (generale Juho Heiskanen; dal 4 dicembre generale Woldemar Hägglund) con due divisioni di fanteria si opponeva all'8ª Armata sovietica, mentre il II Corpo (generale Harald Öhquist) e il III Corpo d'armata (generale Erik Heinrichs), con un totale di sei divisioni, difendevano l'istmo di Carelia; la 6ª Divisione, schierata presso Viipuri, costituiva la riserva principale.

Le forze incaricate di eseguire missioni di copertura e di ritardare l'avanzata sovietica sull'istmo di Carelia consistevano in quattordici battaglioni e nove compagnie, organizzate in quattro gruppi (Uusikirkko, Muolaa, Lipola e Rautu) più un gruppo di riserva, mentre lungo la frontiera fra il Lago Ladoga e l'estremo nord tali forze erano costituite solo da un battaglione delle guardie di frontiera.
In totale circa 300 000 uomini (a cui si aggiungevano 100 000 riservisti e altri 200 000 uomini e donne dei corpi ausiliari), 32 carri armati Vickers 6-Ton (facenti parte di due compagnie corazzate), un gruppo di obsoleti carri Renault FT, 548 cannoni e circa 115 aerei.

#### Finlandia settentrionale, Lapponia e fronte dell'Artico
All'estremo nord la 14ª Armata ebbe rapidamente ragione dei pochi difensori finnici occupando il porto di Petsamo, avanzando verso la frontiera con la Norvegia e la Svezia e mantenendo le posizioni per tutta la durata della guerra al fine di impedire il transito dei rifornimenti o l'intervento di paesi terzi attraverso la frontiera o, eventualmente, attraverso sbarchi lungo la costa artica. Due divisioni avrebbero dovuto avanzare verso sud, lungo i 480 km dell'autostrada artica, per congiungersi con le forze della 9ª Armata avanzanti da ovest ma, per problemi di approvvigionamento, arrivarono solo fino a Nautsi. I finlandesi cercarono di portare coraggiosi attacchi contro le posizioni della 14ª Armata e le sue vie di rifornimento utilizzando mobili truppe di sciatori, ma nel terreno aperto della tundra, senza la copertura che più a sud offrivano le foreste, sostanzialmente fallirono: la 14ª Armata ebbe a soffrire perdite minime.
Il compito della 9ª Armata di Duchanov era quello di tagliare in due la Finlandia marciando su Kemi e Oulu, all'estremità settentrionale del golfo di Botnia. Per raggiungere questo obiettivo furono organizzate due azioni indipendenti: a nord, la 122ª Divisione doveva raggiungere Kemi marciando verso Rovaniemi, capitale della Lapponia finlandese, lungo la strada che correva attraverso il villaggio di Salla e lo snodo ferroviario di Kemijärvi; l'unica forza finlandese disponibile per contrastarla era il 18º Battaglione di fanteria che il 10 dicembre fu costretto ad abbandonare Salla, aprendo così alle truppe sovietiche la strada verso Rovaniemi, a soli 105 km di distanza. L'avanzata fu arrestata dal 40º Reggimento di fanteria, affrettatamente inviato in quel settore del fronte, che riuscì ad aggirare la 122ª Divisione costringendola a ritirarsi verso Märkäjärvi e Salla; una linea difensiva fu poi stabilita dai finlandesi a Kemijärvi.

##### Battaglie di Suomussalmi e della strada di Raate

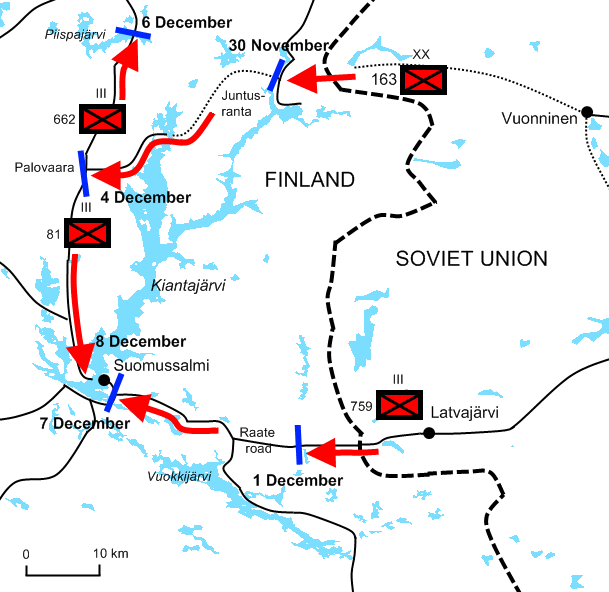
Battaglia di Suomussalmi: l'avanzata sovietica

Più a sud, la forza principale di Duchanov (sostituito il 22 dicembre dal generale Vasilij Ivanovič Čujkov) avanzò verso l'interno della Finlandia su tre colonne. Due reggimenti della 163ª Divisione di fanteria, l'81º e il 662º, mossero lungo la strada di Juntusranta, mentre un terzo reggimento, il 759º, avanzò verso ovest per la strada di Raate, circa 50 km più a sud della strada di Juntusranta. Una terza colonna, formata da elementi della 54ª Divisione di montagna di base a Repola, avanzò verso nord-ovest lungo la strada per il villaggio di Kuhmo; intanto, sulla strada di Raate, la 44ª Divisione ucraina di fanteria motorizzata era in attesa di intervenire in supporto dell'avanzata.

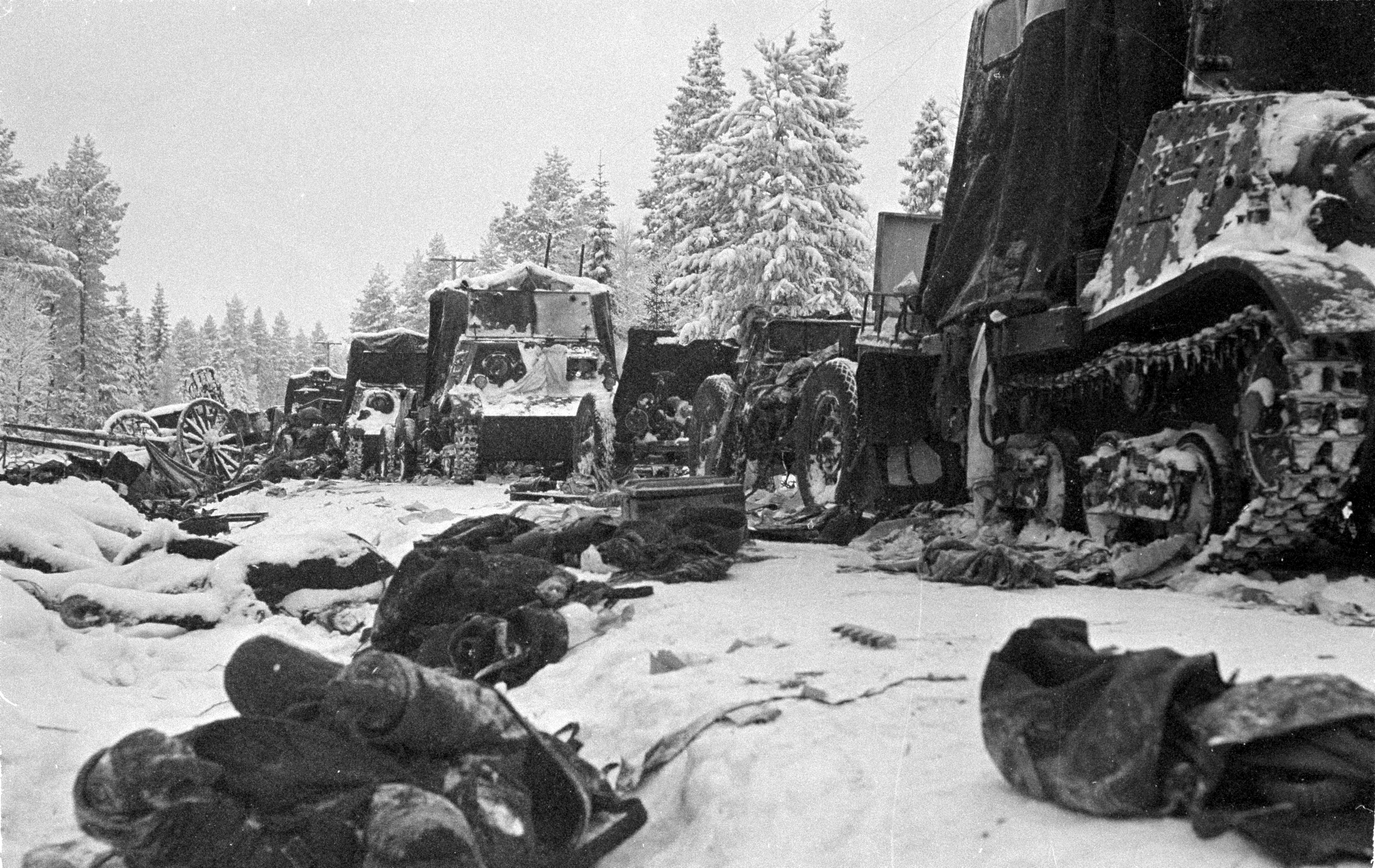
Battaglia di Suomussalmi: dopo la fine della battaglia, veicoli e corpi di soldati sovietici della 44ª Divisione lungo la strada di Raate

Raggiunta Palovaara, il 662º e l'81º Reggimento si separarono. Mentre l'81º avanzò verso sud in direzione di Suomussalmi, il 662º fu inviato a nord per sviluppare una manovra di aggiramento ma, bloccato alle strettoie di Piispajärvi dal 16º battaglione di fanteria finlandese, spese due giorni cercando di forzare le difese nemiche. L'arrivo di rinforzi (il 6º Battaglione di fanteria in bicicletta e il 65º Battaglione di fanteria) consentì l'8 dicembre ai finlandesi di passare al contrattacco costringendo i sovietici ad arretrare.
Nel frattempo, l'81º e il 759º Reggimento sovietici si erano riuniti e avevano catturato alla sera del 9 dicembre il villaggio di Suomussalmi, abbandonato e dato alle fiamme dai finlandesi. Le truppe finlandesi disponibili nell'area di Suomussalmi per contrastare l'offensiva sovietica contavano circa 11 500 uomini appartenenti alla neo-costituita 9ª Divisione di fanteria al comando del colonnello Hjalmar Siilasvuo. In inferiorità numerica di quasi quattro a uno, Siilasvuo decise di ingaggiare separatamente le due divisioni sovietiche e, fra l'11 dicembre 1939 e il 7 gennaio 1940, dopo aver bloccato da ambo i lati sia la strada lungo la quale avanzava la 44ª Divisione che quella attraverso la quale era avanzata la 163ª, isolando così le due divisioni l'una dall'altra e privandole di ogni possibilità di ritirarsi o ricevere rinforzi e rifornimenti; nel corso di due settimane di battaglia nel villaggio di Suomussalmi riuscì a sconfiggere la 163ª Divisione e, dopo una complessa serie di operazioni, nella battaglia della strada di Raate, dapprima spezzò la lunga colonna della 44ª Divisione in più tronconi e quindi procedette alla loro distruzione. I superstiti delle due divisioni, stremati dal freddo e dalla mancanza di cibo, si ritirarono in disordine oltre la frontiera attraverso la foresta.
Dopo la fine della battaglia a Suomussalmi, Siilasvuo diresse le sue forze verso sud, dove la 54ª Divisione di montagna, sebbene allungata lungo la strada di Kuhmo, si era preparata alla difesa trincerandosi nel terreno. Il 28 gennaio i finlandesi attaccarono bloccando la via della ritirata ai sovietici e frazionando la divisione in tre tronconi; tuttavia, questa volta, Siilasvuo non riuscì a ripetere i successi precedenti e i sovietici, grazie anche ai rifornimenti aerei, riuscirono a resistere agli attacchi finlandesi fino alla fine della guerra.

#### A nord del lago Ladoga

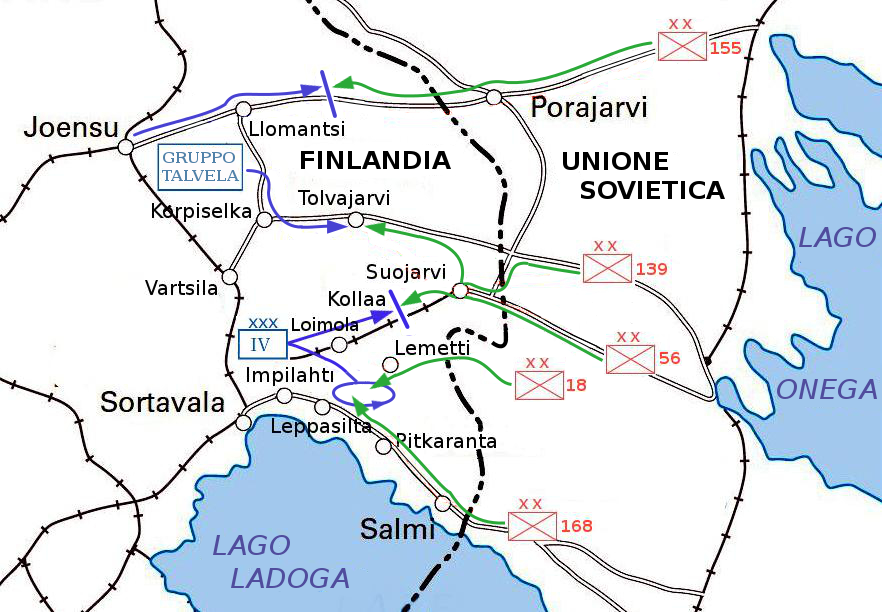
Offensiva sovietica a nord del lago Ladoga

L'8ª Armata del generale Khabarov, schierata fra il lago Ladoga e la sponda occidentale del Lago Onega, aveva il compito di marciare verso Sortavala e Joensuu per poi attaccare alle spalle le difese finniche sull'istmo di Carelia. Le sue forze erano divise in due unità: a nord era schierato iI Corpo d'armata del generale Panin, formato da tre divisioni di fanteria (155ª, 139ª e 56ª); a sud il LVI Corpo d'armata del generale Cherepanov, che consisteva in due divisioni di fanteria (18ª e 168ª) a cui si aggiungeva la 34ª Brigata corazzata leggera. Tutte le unità attaccarono separatamente lungo strade diverse, distanti l'una dall'altra 10÷50 km, frammentando così l'offensiva sin dall'inizio.

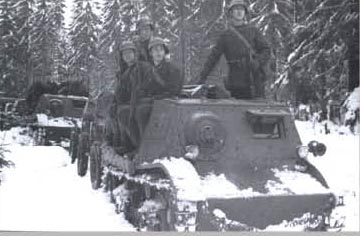
Un distaccamento avanzato dell'Armata Rossa

A nord, la 155ª Divisione attaccò lungo la strada Porajärvi-Ilomantsi-Joensuu, ma fu bloccata da un contrattacco finlandese e la linea del fronte si stabilizzò sino al termine del conflitto.
Le due divisioni di fanteria del LVI Corpo d'armata, la 18ª e la 168ª, avanzarono verso Sortavala, rispettivamente, lungo le strade Lemetti-Impilahti-Sortavala e Salmi-Pitkäranta-Impilahti-Sortavala. L'avanzata fu fermata dal IV corpo d'armata finlandese che riuscì a far arretrare i sovietici e a minacciarne le linee di rifornimento. Il 6 gennaio i finlandesi attaccarono e accerchiarono le due divisioni di fanteria sovietica insieme alla 34ª Brigata corazzata leggera. Dopo un mese e mezzo di duri combattimenti, in situazioni ambientali molto critiche e potendo contare solo su limitati rifornimenti aerei, il comandante della 18ª Divisione, Kondrashov, si risolse a tentare di rompere l'accerchiamento e prese la decisione di dividere le truppe al suo comando in due blocchi: gli uomini in migliori condizioni fisiche, insieme ai carri della 34ª Brigata, avrebbero marciato ai suoi ordini; i feriti e i malati avrebbero marciato in una seconda colonna sotto il comando del colonnello Alekseev. Tuttavia, mentre Alekseev riuscì a destreggiarsi attraverso le linee finlandesi giungendo sano e salvo con i suoi uomini in territorio sovietico, il grosso delle truppe di Kondrashov fu distrutto durante il forzamento delle posizioni finlandesi: la 34ª Brigata perse la metà dei propri uomini e il 90% dei carri armati, mentre la sola 18ª Divisione contò 8 754 tra morti e dispersi, il più alto tasso di vittime di una divisione di fanteria sovietica durante l'intera guerra. Kondrashov, appena giunto in territorio sovietico, fu arrestato e fucilato e il colonnello Alekseev fu nominato al suo posto al comando della divisione. L'altra divisione del LVI Corpo d'armata, la 168ª, fu salvata in marzo dalla 15ª Armata che, attaccando sia dalla terraferma che dalla superficie ghiacciata del lago Ladoga, riuscì a rompere l'accerchiamento.
La 139ª e la 56ª Divisione avanzarono in direzione di Suojärvi e, dopo aver preso il villaggio il 2 dicembre con un attacco congiunto, si separarono: la 139ª Divisione avanzò verso Tolvajärvi e la 56ª lungo l'autostrada e la ferrovia che da Suojärvi conducevano a Joensuu attraverso Loimola e Värtsilä. A contrastare l'avanzata della 56ª Divisione era schierato il 34º Reggimento finlandese di fanteria, che ebbe l'ordine di ritirarsi oltre il fiume Kollaanjoki e tenere la posizione a ogni costo: i finlandesi si schierarono in difesa lungo un fronte di tre chilometri delimitato dalla foresta a nord e a sud nell'area di Kollaa. Il 7 dicembre la 56ª Divisione iniziò l'attacco contro le linee finlandesi, che per tre giorni riuscirono a respingere gli attacchi. Il comando sovietico decise quindi di sviluppare una manovra di aggiramento con le forze del 184º Reggimento da nord e da sud, manovra che non produsse effetti. Esauritasi l'offensiva sovietica, i finlandesi, rafforzati da un reggimento di fanteria, uno di artiglieria e una compagnia di fanteria in bicicletta, passarono al contrattacco il 20 dicembre; dopo una serie di attacchi e contrattacchi da ambo le parti, la linea si stabilizzò fino all'inizio di marzo, quando i sovietici lanciarono un'offensiva con sei divisioni, ma i finlandesi riuscirono a resistere fino alla fine della guerra.

##### Battaglia di Tolvajärvi

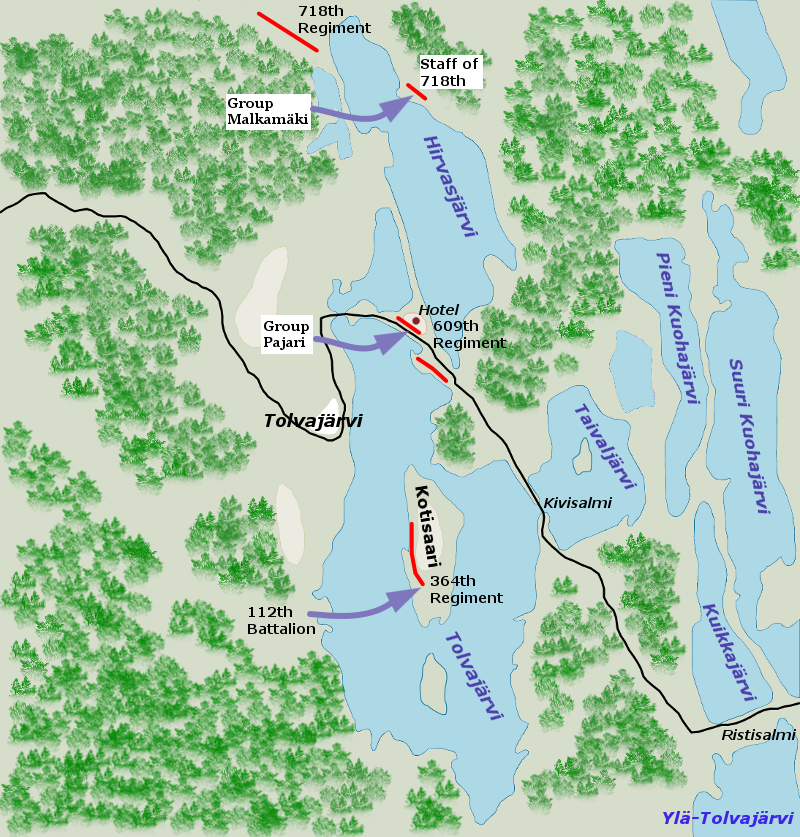
Battaglia di Tolvajärvi: 12 dicembre 1939

La perdita di Suojärvi e la possibilità che la 139ª Divisione sovietica si aprisse la strada verso Tolvajärvi e il centro della Finlandia determinò una situazione preoccupante per i finlandesi. A opporsi ai sovietici vi era il Gruppo Räsänen, forte di soli due battaglioni e una compagnia di fanteria, più una batteria di artiglieria. Dopo i primi successi sovietici il gruppo fu rinforzato da altri due battaglioni di fanteria, ma tutti i tentativi di arrestare l'avanzata della 139ª Divisione fallirono. Dopo aver sconfitto e costretto alla fuga le truppe finlandesi che si erano attestate in difesa sul fiume Aittajoki, il 5 dicembre, le truppe sovietiche catturarono il villaggio di Ägläjärvi, circa quaranta chilometri oltre la frontiera, distruggendo le difese finlandesi ivi schierate.
Il maresciallo Mannerheim decise di affidare al colonnello Paavo Talvela il compito di arrestare l'avanzata della 139ª Divisione: Talvela era un profondo conoscitore della regione, anche dal punto di vista militare, avendo partecipato ai raid condotti nella Carelia sovietica dalle forze armate finlandesi nel 1919 e nel 1920-21. Fu costituito il "Gruppo Talvela", che comprendeva il 16º Reggimento di fanteria del tenente colonnello Aaro Pajari, il 9º Reggimento di fanteria del maggiore Malkamäki, quattro battaglioni separati di fanteria e un battaglione di artiglieria. Intanto la 139ª Divisione continuò la propria avanzata: sloggiate le difese finlandesi dalla diga di Kivisalmi, raggiunse la sponda orientale del lago Tolvajärvi, giusto di fronte all'omonimo villaggio sulla sponda opposta del lago.
La sera dell'8 dicembre l'intero Gruppo Talvela giunse nell'area di Tolvajärvi, dove fu concentrato pronto ad attaccare e respingere la 139ª Divisione. Alle 10:00 del 12 dicembre, i finlandesi passarono all'offensiva attaccando contemporaneamente tutti e tre i reggimenti della 139ª Divisione e costringendoli ad arretrare dopo aver subito pesanti perdite. Durante la notte i sovietici si attestarono su posizioni difensive circa 8 km a est del lago Tolvajärvi, su uno stretto istmo, fra i laghi Kiukkajärvi e Ylä-Tolvajärvi, e sulla diga di Ristisalmi. Preoccupato dalle condizioni della 139ª Divisione, il comando dell'8ª Armata inviò la 75ª Divisione di fanteria in suo soccorso, allo scopo di tenere Ristisalmi e riprendere l'offensiva. L'iniziativa si risolse in un disastro: la divisione fu inviata in battaglia senza adeguate preparazione e informazioni, e il risultato fu la sconfitta delle due divisioni a Ristisalmi e la ritirata verso il villaggio di Ägläjärvi, e poi verso il fiume Aittajoki, luogo della prima vittoria della 139ª Divisione, dove il fronte si stabilizzò fino alla fine della guerra.

#### Istmo di Carelia

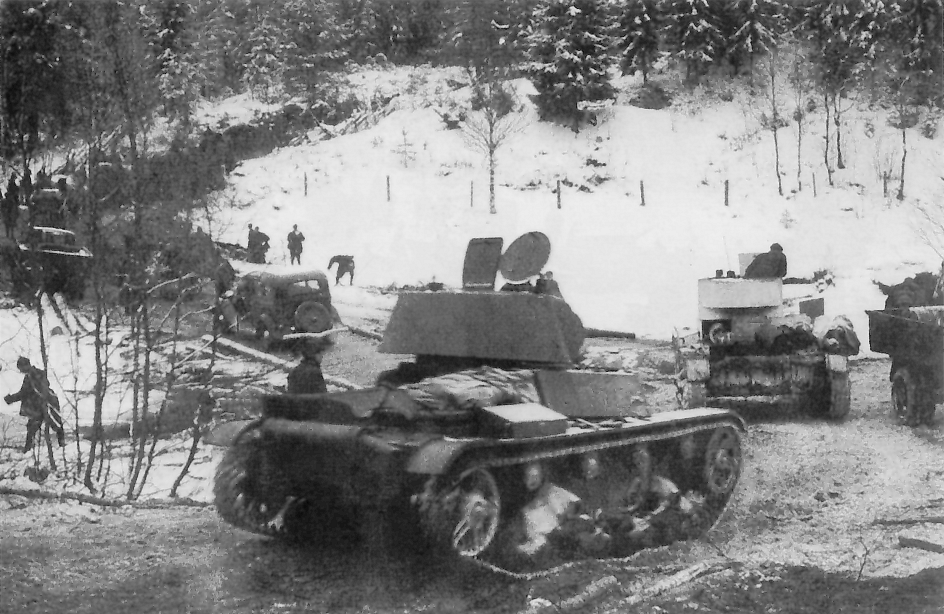
Carri leggeri T-26 e camion GAZ-AA della 7ª armata durante l'avanzata sovietica lungo l'istmo di Carelia, 2 dicembre 1939

Lo sforzo maggiore dell'Armata Rossa fu concentrato su questo relativamente stretto ponte di terra fra Leningrado e il cuore della Finlandia meridionale. Dopo una mezz'ora di intenso fuoco di sbarramento da parte di circa seicento cannoni, l'assalto sovietico fu lanciato alle 07:00 del mattino del 30 novembre lungo l'intera linea di frontiera. Nel primo giorno di guerra, vicino al golfo di Finlandia, le truppe finlandesi del Gruppo Uusikirkko furono rapidamente respinte verso la linea della strada Terijoki-Joutselkä; nel settore centrale l'Armata Rossa dovette combattere casa per casa per respingere le truppe di copertura finlandesi dal villaggio di Lipola, mentre in quello orientale si impadronì rapidamente del villaggio di Metsäpirtti. Un contrattacco finlandese condotto dal Gruppo Rautu il 2 dicembre non riuscì a riguadagnare le posizioni perdute e, per il giorno seguente, i sovietici erano in fronte del lago Suvanto e dei fiumi Vuoksi e Taipale.
Il 6 dicembre l'ala destra dello schieramento sovietico manovrò per attraversare il fiume Taipale e stabilire un caposaldo a Koukunniemi, subendo però pesanti perdite dovendo affrontare dieci contrattacchi finlandesi la stessa notte ed essendo Koukunniemi posta in un'ansa del fiume esposta al fuoco dalle posizioni finlandesi sulle alture circostanti. Per la stessa data, comunque, tutte le forze finlandesi incaricate di compiere missioni di copertura per rallentare l'avanzata sovietica si erano ritirate oltre la Linea Mannerheim. Alla fine della prima settimana di guerra le truppe sovietiche avanzavano in tutti i settori del fronte e le truppe finlandesi erano sull'orlo del collasso in diversi punti. L'insuccesso finlandese nella prima settimana di guerra fu dovuto in massima parte alla notevole massa di mezzi corazzati impiegati dai sovietici e alla relativa deficienza di cannoni anticarro da parte delle truppe finlandesi, che riuscirono comunque a mettere fuori combattimento ottanta carri armati con l'artiglieria o con l'uso di bombe Molotov, mentre diversi altri vennero distrutti dalle mine.

#### Battaglia di Summa (17-20 dicembre 1939)

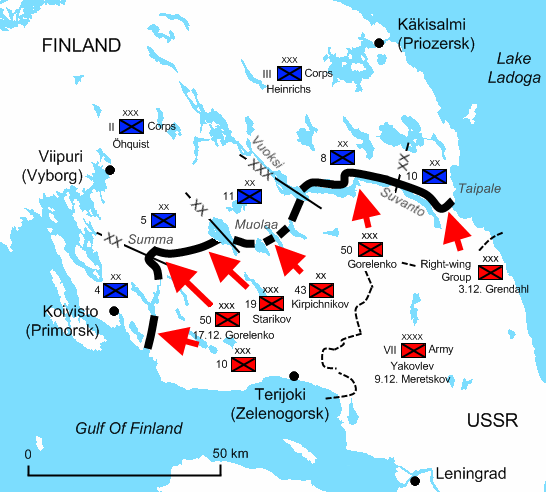
L'offensiva sovietica sull'istmo di Carelia nel dicembre 1939

L'attacco delle forze sovietiche sull'istmo era condotto secondo due direttrici, l'una diretta verso il villaggio di Summa e la strada di Lähde, e l'altra verso Taipale, all'estremità orientale della linea Mannerheim. L'area di Summa-Lähde era l'obiettivo principale in quanto, se l'attacco avesse avuto successo, avrebbe aperto la strada verso Viipuri e il cuore della Finlandia e posto fine alla guerra stritolando la maggior parte delle forze finniche in una manovra a tenaglia da sud e da nord. L'offensiva iniziò il 17 dicembre con un bombardamento aereo seguito da un attacco su larga scala portato dalla fanteria, con il supporto delle forze corazzate, lungo la strada di Lähde e il villaggio di Summa. I carri armati sovietici riuscirono a penetrare nelle difese finlandesi in un punto del settore della strada di Lähde e, per tutta la giornata, i difensori furono impegnati contro di essi: ventidue carri furono distrutti con l'uso di cariche esplosive o bombe Molotov, altri furono immobilizzati forzando sbarre d'acciaio fra i cingoli e le ruote. Nella notte i finlandesi condussero diversi contrattacchi senza riuscire a riguadagnare le posizioni perdute, tuttavia il mattino successivo il saliente sovietico fu circondato e le truppe ivi intrappolate subirono pesanti perdite. L'attacco contro Summa fu invece respinto. Il giorno successivo i carri sovietici furono di nuovo lanciati contro Summa e nel pomeriggio un battaglione di carri armati riuscì a sfondare le linee finlandesi, ma, alla fine, venticinque carri sovietici furono distrutti e l'attacco respinto.
Il 19 dicembre un attacco, condotto subito dopo un intenso fuoco di sbarramento d'artiglieria, riuscì di nuovo a sfondare le linee finlandesi sulla strada di Lähde, ma la mancanza di cooperazione e coordinazione con la fanteria vanificò il successo e la maggior parte dei carri fu distrutta. Nella notte del 20 dicembre, un terzo attacco fu diretto contro un settore presidiato da uno dei moderni bunker "Poppius" (chiamato così dal nome del suo ideatore) e due carri sovietici distrussero le postazioni di mitragliatrici obbligando i soldati che lo presidiavano ad abbandonarlo, ma un contrattacco finlandese riuscì a ristabilire la situazione riguadagnando le posizioni. Piccole schermaglie fra i due schieramenti, provocati dai tentativi finlandesi di accerchiare gli avamposti sovietici, continuarono per tutta la notte provocando numerose vittime in ambedue gli schieramenti. Negli altri settori del fronte, a est di Summa, l'Armata Rossa non riuscì a ottenere migliori risultati e, nonostante continuasse ad attaccare con un costante afflusso di nuove truppe e carri, le linee finlandesi tennero lungo l'intero istmo portando l'alto comando sovietico ad arrestare l'offensiva il 20 dicembre. Quando la battaglia di Summa finì, 239 carri sovietici erano stati distrutti e molti altri danneggiati.

##### La controffensiva finlandese in dicembre
Il comandante del II Corpo finlandese, generale Öhquist, chiese al maresciallo Mannerheim l'autorizzazione a condurre un contrattacco per sfruttare il successo ottenuto prima che le truppe sovietiche avessero il tempo di riorganizzarsi. Il piano prevedeva un attacco condotto su un fronte di 40 km, fra i laghi Kuolemanjärvi e Muolaanjärvi, dal II Corpo rinforzato dalla 6ª Divisione, allora in riserva dietro Summa. Sulla destra la 6ª Divisione avrebbe dovuto attaccare lungo il fiume Summa, appoggiata sul suo fianco destro dalla 4ª Divisione, mentre la 5ª Divisione avrebbe dovuto bloccare i sovietici di fronte al villaggio di Summa; sul fianco sinistro la 1ª Divisione avrebbe dovuto attaccare lungo la ferrovia e parte dell'11ª avanzare verso sud per poi tagliare verso ovest in modo da penetrare lo schieramento sovietico, bloccarne le forze e proteggere il fianco sinistro della forza principale.
L'offensiva scattò la mattina del 23 dicembre, ma diverse unità non avevano ancora raggiunto le posizioni assegnate a causa di un'inadeguata pianificazione. Parte delle unità di artiglieria non raggiunse le proprie posizioni prima del pomeriggio e la coordinazione del fuoco di supporto fu carente, sia a causa della mancata conoscenza dell'esatta posizione delle forze nemiche che della scarsità di affidabili apparecchiature radio per mantenere le comunicazioni con le forze di fanteria lanciate all'attacco; il generale Öhquist perse addirittura ogni contatto con due divisioni. Gli stessi fattori causarono la dispersione delle forze, che presto si frammentarono in piccole unità isolate ognuna delle quali combatteva la propria battaglia. I finlandesi guadagnarono solo 3–4 km prima che la resistenza sovietica obbligasse il generale Öhquist, dopo otto ore, a ordinare la ritirata di tutte le forze verso le posizioni di partenza.

### Seconda fase

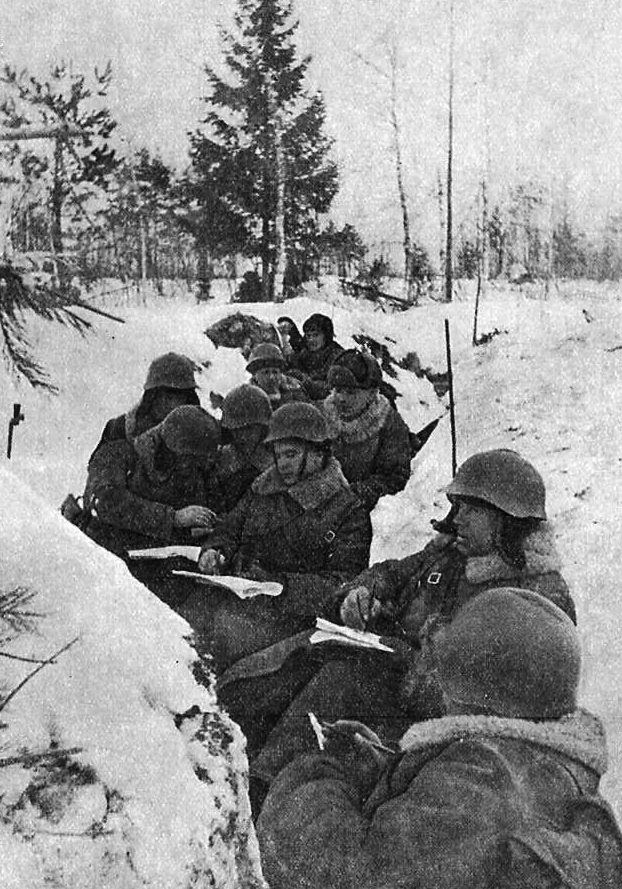
Soldati dell'Armata Rossa in una trincea lungo l'istmo di Carelia

All'inizio della guerra Stalin si aspettava una vittoria nel volgere di poche settimane, mentre il capo di stato maggiore dell'Armata Rossa, Boris Michajlovič Šapošnikov, era molto meno ottimista e aveva anticipato che la resistenza finlandese sarebbe stata ostinata proponendo, quindi, di usare le forze migliori dell'Armata Rossa dopo un'accurata preparazione. Stalin aveva ridicolizzato le preoccupazioni di Šapošnikov e affidato il compito di condurre l'attacco a truppe territoriali formate in buona parte da riservisti affrettatamente richiamati: le truppe erano poco organizzate e addestrate, sfornite di abbigliamento adatto per le operazioni invernali, con uniformi di cotone e stivali non imbottiti; alcune divisioni avevano in dotazione gli sci, ma nessuno degli uomini era mai stato addestrato a usarli. I carri armati utilizzati erano soprattutto carri anfibi T-37A e T-38, e carri leggeri T-26: i primi avevano una corazzatura leggera vulnerabile anche al fuoco delle mitragliatrici, per cui risultarono di scarsa utilità se non per il traino delle artiglierie; i carri T-26 risultarono troppo lenti e la loro corazzatura frontale poteva essere facilmente perforata dai cannoni anticarro Bofors da 37 mm usati dall'esercito finlandese. Inoltre risultò che il vano del motore a benzina prendeva facilmente fuoco se centrato dalle bottiglie Molotov. Solo la 20ª Brigata corazzata aveva in dotazione carri medi T-28.
Viceversa, le truppe finlandesi avevano saputo utilizzare al meglio la conoscenza del territorio e il perfetto addestramento nel muoversi sul terreno innevato impiegando gli sci, soprattutto nei difficili terreni della Carelia settentrionale. La tattica utilizzata dai finlandesi nei territori settentrionali si rifaceva a quella della guerriglia: di fronte a truppe dotate di un armamento superiore, ma lente e mal guidate, i finlandesi svilupparono una tattica che venne denominata motti (una parola che in finlandese indica la legna accatastata per essere fatta a pezzi): muovendosi agilmente con gli sci lungo i fianchi delle lunghe colonne sovietiche confinate sulle poche strade che attraversavano le fitte foreste innevate, conducevano limitati e continui attacchi di disturbo dileguandosi poi nella foresta; quindi, attaccavano in forze in diversi punti, suddividendo le truppe avversarie in piccoli gruppi (le motti) che, immobilizzati nella neve, venivano poi circondati e annientati.

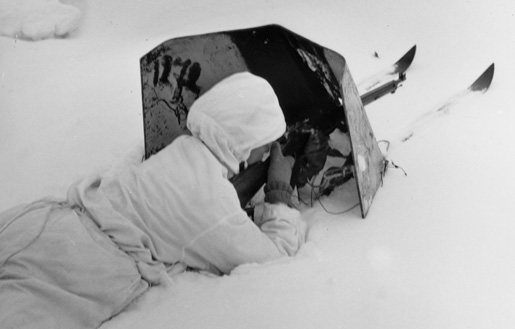
Un soldato sovietico con una delle protezioni blindate individuali montate su sci

Alla fine di dicembre, Stalin realizzò la difficile situazione dell'Armata Rossa sul fronte finlandese ed esautorò il Commissario alla difesa Kliment Vorošilov, chiamando al suo posto il generale Semën Timošenko che fu nominato anche comandante del fronte nord-occidentale, ristabilendo così un comando "operazionale" interposto fra l'alto comando e i comandanti delle singole armate impegnate contro la Finlandia. Timošenko preferì rinunciare alla guerra manovrata e cercò di coinvolgere l'esercito finlandese in una guerra di logoramento che questo non poteva vincere. Il suo piano prevedeva di concentrare tutta la forza sull'istmo di Carelia per spezzare le fortificazioni della linea Mannerheim applicando una continua e intensa pressione sulle difese finniche; inoltre utilizzò il mese di gennaio per preparare le forze sovietiche a combattere nelle difficili condizioni invernali e per superare le mancanze rilevate nel primo mese di guerra. Dietro le linee, tutte le truppe furono sottoposte a intense esercitazioni e quelle destinate allo sfondamento delle linee fortificate si esercitarono contro una linea fortificata simulata. Furono condotti diversi attacchi per sondare le difese finniche e per testare alcune tattiche innovative come, per esempio, slitte corazzate per il trasporto delle truppe, spinte o trainate dai carri armati, e piastre blindate montate su sci per fornire copertura individuale ai fanti che avanzavano nella neve. La fanteria e le formazioni di carri furono addestrate a coordinare gli attacchi, e gli equipaggi dei carri a coprirsi l'un l'altro col fuoco delle mitragliatrici contro gli attacchi della fanteria nemica.

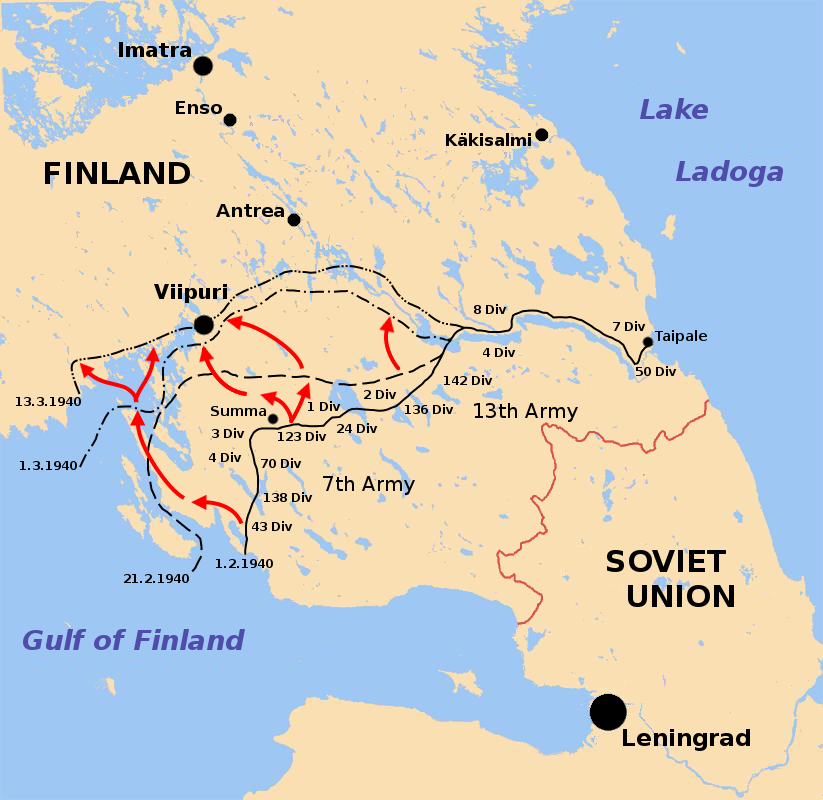
L'offensiva sovietica nel febbraio-marzo 1940

I sovietici impiegarono il mese di gennaio anche per distruggere le difese più forti, come i bunker di cemento armato, utilizzando il fuoco diretto dell'artiglieria pesante e, utilizzando palloni frenati di osservazione, per localizzare con precisione e tenere sotto un continuo fuoco di disturbo le postazioni di artiglieria avversarie. Le unità sull'istmo furono rinforzate da truppe fresche e meglio addestrate e lo schieramento riorganizzato: le unità che operavano sul fianco destro furono trasformate nella 13ª Armata, sotto il comando del generale Vladimir Davidovič Grendal′, e alla 7ª Armata, che inizialmente copriva l'intero fronte, fu assegnato il ruolo di sfondare la linea Mannerheim nel settore di Summa-Lähde in direzione di Viipuri.
La nuova offensiva dell'Armata Rossa iniziò il 1º febbraio con una serie di attacchi locali, supportati da massicci bombardamenti d'artiglieria e attacchi aerei, per distruggere le posizioni fortificate finlandesi. Il fronte della 7ª Armata correva dal Golfo di Finlandia al Lago Muolaanjärvi su una lunghezza di 37 km, mentre la 13ª Armata copriva il resto del fronte per una lunghezza di 80 km. Lo sforzo maggiore era concentrato in direzione di Viipuri con un attacco nel settore della strada di Lähde e del villaggio di Summa, affidato a nove divisioni di fanteria della 7ª Armata, mentre le restanti due divisioni dovevano operare in supporto sul fianco sinistro. L'ala sinistra della 13ª Armata, con cinque divisioni di fanteria, doveva attaccare in direzione della stazione ferroviaria di Antrea, lungo la linea fra il lago Muolaanjärvi e il fiume Vuoksi, mentre l'ala destra, con le restanti due divisioni, doveva supportare le prime con un attacco verso Käkisalmi dal settore di Taipale.

#### La battaglia della strada di Lähde (11-14 febbraio 1940)
Lungo i due chilometri della linea del fronte fra il lago Summajärvi, a est del villaggio di Summa, e le paludi di Munasuo, c'erano cinque bunker in cemento armato, inclusi i più moderni "Poppius", appena a ovest della strada di Lähde, e "Million", un chilometro più a ovest, ciascuno con tre postazioni di mitragliatrici, una postazione di osservazione per l'artiglieria e due/tre squadre di fucilieri; entrambi questi bunker, e gli altri tre meno recenti, erano stati danneggiati dal fuoco delle artiglierie prima dell'attacco ma erano comunque ancora saldamente tenuti dai finlandesi. In aggiunta a queste fortificazioni permanenti c'erano diversi nidi di mitragliatrici in terra e legno, trincee e sbarramenti di filo spinato. Il settore era difeso dal 2º Battaglione del 9º Reggimento di fanteria: la 1ª Compagnia era schierata sulla destra, nel settore del bunker "Million", la 2ª nel centro, nel settore della strada di Lähde e del bunker "Poppius", e la 3ª dietro le paludi di Munasuo. L'attacco venne condotto dalla 123ª Divisione di fanteria del generale Filipp Fedorovič Aljabušev e dalla 35ª Brigata corazzata del colonnello Baranov. A mezzogiorno dell'11 febbraio, dopo tre ore di preparazione di artiglieria, le slitte corazzate trainate dai carri armati portarono le truppe d'assalto ai bordi dei trinceramenti finlandesi seguite dalla massa della fanteria.

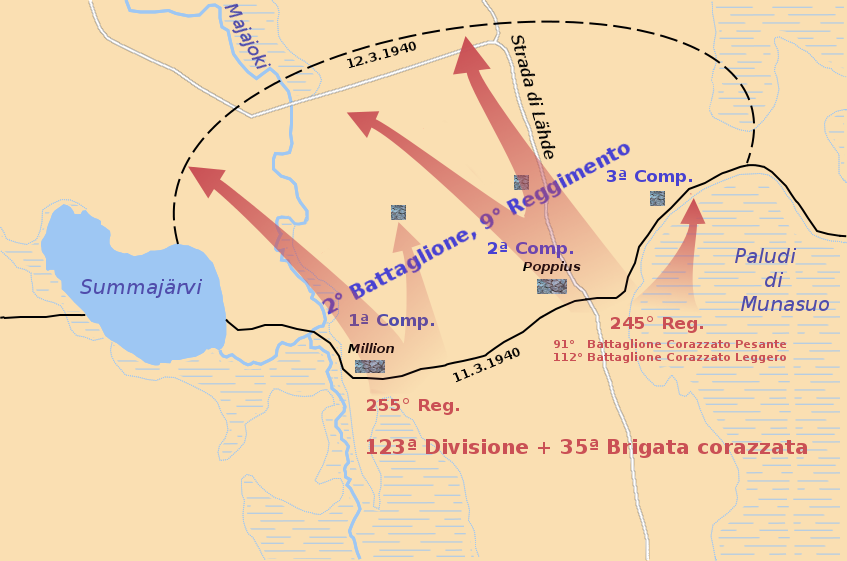
La battaglia della strada di Lähde, 11-14 febbraio 1940

Il 255º Reggimento di fanteria attaccò sulla sinistra, dalla parte del bunker "Million", mentre il 245º Reggimento del colonnello Rosly attaccò sulla destra, attraverso le paludi di Munasuo. L'attacco nel settore centrale, lungo la strada di Lähde e verso il bunker "Poppius", venne portato da un battaglione di fanteria del 245º Reggimento supportato da due battaglioni di carri: il 91º con carri medi T-28 e il 112º con carri leggeri T-26. Dopo circa venti minuti di furiosi combattimenti durante i quali quattro carri erano stati distrutti dai cannoni anticarro finlandesi, alcuni carristi sovietici, con estremo sangue freddo, riuscirono a "parcheggiare" i propri mezzi proprio di fronte alle aperture del bunker "Poppius" da cui sparavano i finlandesi, obbligando i soldati che lo occupavano ad abbandonarlo. Nel settore delle paludi di Munasuo l'attacco sovietico fu respinto, ma nel pomeriggio i finlandesi che rischiavano di essere accerchiati da ovest furono costretti ad abbandonare le posizioni. La battaglia nel settore del bunker "Million" si protrasse fino a notte: i sovietici lo circondarono ripetutamente solo per essere respinti ogni volta dal fuoco dei difensori, finché, col favore delle tenebre, una squadra di guastatori riuscì a piazzare una carica da 250 kg di tritolo in corrispondenza di una crepa del tetto facendo saltare in aria il bunker insieme ai trenta soldati finlandesi che lo presidiavano. Il giorno successivo il maresciallo Mannerheim decise di utilizzare le truppe di riserva, per tentare di riguadagnare la linea iniziale del fronte e salvare la situazione, approfittando di un'esitazione della 123ª Divisione che non continuò l'offensiva preferendo invece fermarsi per consolidare le posizioni raggiunte: quest'esitazione diede ai finlandesi la possibilità di contrattaccare facendo intervenire le riserve ma, dopo qualche successo iniziale, soverchiati dai sovietici, i finlandesi dovettero interrompere l'offensiva e ritirarsi.

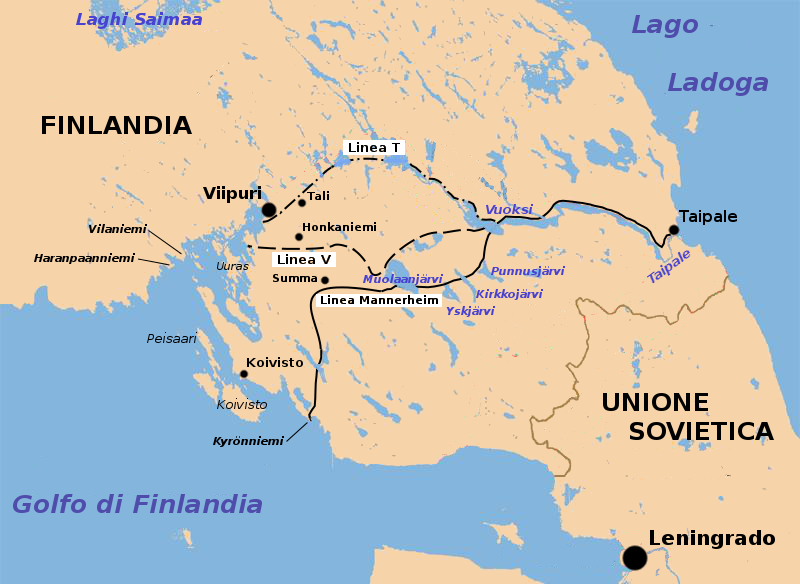
Le linee di difesa finlandesi

Il mattino del 14 febbraio tutte le unità finniche che circondavano il saliente sovietico nel settore della strada di Lähde ricevettero l'autorizzazione a ritirarsi, nel caso non fossero più state in grado di mantenere le posizioni, verso la linea di difesa intermedia, chiamata "linea V": questa linea di difesa era parzialmente preparata con sbarramenti per i carri e linee di filo spinato, e correva dal bordo settentrionale del lago Muolaanjärvi all'isola Uuraansaari, nella baia di Viipuri. Gli sviluppi della situazione sulla strada di Lähde resero anche necessario evacuare il settore di Summa, in imminente pericolo di essere aggirato dai sovietici da nord-est. Le fortificazioni di Summa furono abbandonate nella notte fra il 14 e il 15 febbraio e l'intera area fu occupata dall'Armata Rossa. Nel pomeriggio del 15 febbraio unità speciali delle forze sovietiche, formate da brigate corazzate supportate da unità di fanteria e del genio guastatori, si aprirono la strada sulla dorsale a nord della strada di Lähde. Lo stesso giorno, il maresciallo Mannerheim autorizzò l'intero II corpo finlandese a ritirarsi dietro la "linea V" e due giorni dopo la ritirata era stata completata.
Nella notte del 17 febbraio i sovietici raggiunsero la "linea V" nelle vicinanze del lago Näykkijärvi. Furiosi combattimenti si accesero nel settore immediatamente a est del lago, dove reparti della 123ª Divisione e della 35ª Brigata corazzata si spinsero dentro le difese finlandesi lungo uno stretto corridoio presso la stazione di Honkaniemi. Ripetuti contrattacchi finlandesi non riuscirono a sloggiare i sovietici che per il 23 febbraio avevano iniziato ad aggirare le posizioni finniche. Per scongiurare il pericolo, il comando del II Corpo pianificò un contrattacco per il mattino del 26 febbraio impiegando i carri Vickers 6-ton di una delle due compagnie corazzate di cui disponeva l'Esercito finlandese: cinque carri furono distrutti appena partiti dalle loro posizioni, un altro rifiutò di mettersi in moto e i restanti sei furono costretti a invertire la marcia non riuscendo ad avanzare nella neve alta. Il contrattacco fallì e il cuneo sovietico lungo la ferrovia, che minacciava di tagliare le linee di comunicazione fra le posizioni tenute dal II Corpo e Viipuri, rese necessaria, il 27 febbraio, la ritirata delle forze finlandesi dalla "linea V" alle posizioni sulla linea di difesa successiva, la "linea T", che correva dalla baia di Viipuri, lungo i sobborghi meridionali della città, verso Tali, Karisalmi e Kuparsaari per congiungersi al fiume Vuoksi presso Pollakkala. Il 3 marzo i finlandesi completarono la ritirata sulla "linea T" e, nel frattempo, misero in atto una riorganizzazione del comando e delle forze. Il 19 febbraio, il comandante supremo delle truppe finlandesi sull'istmo, generale Hugo Viktor Österman, rassegnò le proprie dimissioni, ufficialmente per "motivi di salute", in pratica per dissapori con il maresciallo Mannerheim sulle strategie da seguire sin dall'inizio della guerra. Il suo posto fu preso dal comandante del III Corpo, generale Heinrichs, mentre il vincitore di Tolvajärvi, il neo-promosso generale Talvela, fu trasferito al comando del III Corpo. Contemporaneamente fu creato il I corpo, sotto il comando del generale Taavetti Laatikainen, schierato al centro dell'istmo fra il II corpo a ovest e il III Corpo a est. Ciò diede la possibilità al generale Öhquist, comandante del II Corpo, di concentrarsi esclusivamente sulla difesa del cruciale settore di Viipuri.

#### Battaglia di Viipuri

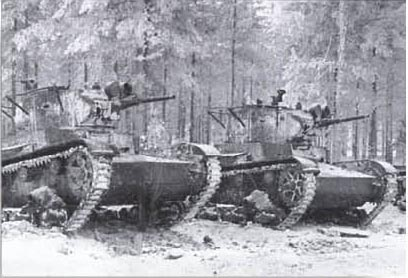
Carri sovietici T-26 in posizione prima di lanciarsi all'attacco

Mentre erano in corso trattative di pace fra finlandesi e russi, con la ritirata di tutte le truppe entro la "linea T", l'alto comando finlandese sperava di poter bloccare l'avanzata sovietica grazie alle forti posizioni difensive che Viipuri offriva, fino al sopraggiungere della primavera che, col disgelo, avrebbe trasformando le pianure in una distesa di acquitrini e fango bloccando o almeno rallentando l'Armata Rossa finché la guerra non fosse arrivata a una conclusione in un modo o nell'altro. Il fronte davanti Viipuri era tenuto dalla 3ª e dalla 5ª Divisione, fra la baia di Käremäenlahti e Tammisuo. Il 2 marzo, in questo settore, la 7ª Armata sovietica riuscì a inserire un cuneo nella linea finlandese a Huhtiala, immediatamente a sud del sobborgo di Kolikkoinmäki e, fra il 5 e il 7 marzo, i sovietici attaccarono decisamente le posizioni della 3ª Divisione riuscendo a penetrare le difese. Poiché la 3ª Divisione non sembrava in grado di arginare la penetrazione sovietica e tenere la linea, quasi tutte le riserve del I e del II Corpo furono impegnate in combattimento nell'area.
L'11 marzo, due ulteriori penetrazioni sovietiche convinsero il comando finlandese della necessità di accorciare la linea tenuta dalla 3ª Divisione facendola arretrare a ridosso della città, ma il maresciallo Mannerheim, considerando che i negoziati di pace sembravano essere arrivati allo stadio finale, negò la propria autorizzazione chiedendo, invece, alla 3ª Divisione di mantenere le posizioni almeno fino alla sera successiva. Durante la notte dello stesso giorno, la 7ª Armata spezzò le linee finlandesi fra Kesämaa e l'isola di Porkka, a sud-ovest di Viipuri, e il giorno successivo lanciò un massiccio attacco contro la 3ª e la 5ª Divisione riuscendo a penetrare in più punti fra Karjala e Tammisuo, avanzando poi verso ovest e sud-ovest e minacciando di circondare la 3ª Divisione. Gli esausti reparti finlandesi non furono in grado di condurre contrattacchi per chiudere le falle che si erano aperte nelle difese e la 3ª Divisione fu obbligata ad arretrare mentre i sovietici la incalzavano da vicino.
Mentre la 3ª e la 5ª Divisione combattevano davanti a Viipuri, la 23ª Divisione finlandese teneva il fronte alla loro sinistra fra Tammisuo e Tali. Dall'8 marzo i sovietici sottoposero le posizioni della 23ª Divisione a un pesante attacco spingendo indietro i finlandesi di circa 10 km. I genieri della 23ª Divisione allagarono l'area, ma ciò non fermò l'avanzata sovietica: i carri pesanti T-28 e T-35 trainarono i carri leggeri T-26 attraverso le aree allagate, dove la profondità dell'acqua raggiungeva il metro, e le fanterie, in certi casi, attraversarono le stesse aree con l'acqua fino alla cintola e con temperature sotto lo zero.

#### Battaglia della baia di Viipuri
Quando la 4ª Divisione, che presidiava il fianco destro delle difese finlandesi, si ritirò sulla "linea V" e le batterie costiere sull'isola di Koivisto furono abbandonate, la baia di Viipuri incominciò a giocare un ruolo decisivo nella difesa dell'area urbana di Viipuri. Come già detto, l'inverno 1939/40 fu uno dei più freddi di sempre, ma fino a febbraio il tempo atmosferico aveva giocato a favore dei finlandesi bloccando l'avanzata sovietica con le copiose nevicate arrivate prima del previsto. Tra la fine di febbraio e l'inizio di marzo, invece, il disgelo, che avrebbe aiutato i finlandesi rompendo la crosta di ghiaccio che ricopriva le baie e i laghi, arrivò in ritardo: il ghiaccio, ancora all'inizio di marzo, era sufficientemente spesso e forte da sostenere il peso dei carri armati e il freddo così intenso da richiudere in breve tempo le crepe praticate nel ghiaccio dai guastatori finlandesi. I sovietici poterono, quindi, attraversare il golfo di Finlandia e aggirare le difese di Viipuri da sud-ovest. Per rinforzare le difese sul golfo, il maresciallo Mannerheim decise di affidare la difesa del fronte di Salla, nella Finlandia settentrionale, ai volontari stranieri: circa 8 000 svedesi e 725 norvegesi rilevarono le posizioni di cinque battaglioni di fanteria finlandesi che, insieme a due batterie di artiglieria, furono dirottate sul golfo. Fu costituito il Gruppo della Costa, sotto il comando del capo di stato maggiore generale Lennart Oesch, comprendente la 4ª Divisione e un certo numero di battaglioni e batterie di artiglieria, compresi quelli trasferiti dal nord.

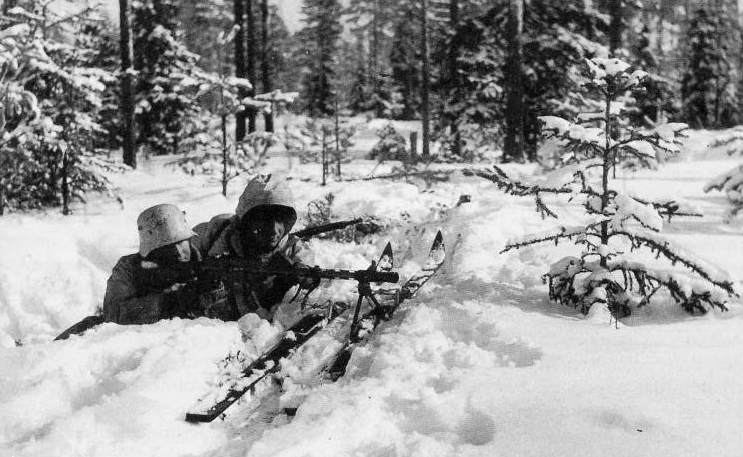
Soldati finlandesi in postazione con una mitragliatrice leggera sulla sponda settentrionale della baia di Viipuri

Le truppe sovietiche avevano già dal 22 febbraio occupato l'isola di Peisaari, a nord-ovest di Koivisto, e il 2 marzo attaccarono e occuparono l'isola di Tuppura. Dopo una serie di attacchi falliti, i sovietici svilupparono un'apposita tattica per prendere le isole: bombardavano l'isola oggetto dell'attacco con l'artiglieria e l'aviazione, quindi la circondavano con i carri armati tagliando fuori i difensori dalla terraferma; i carri stringevano poi l'accerchiamento mentre le fanterie, prima dell'assalto finale, tenevano i difensori costantemente sotto il fuoco dei mortai e delle armi leggere. La tattica fu usata con successo per occupare le isole di Uuras, Teikari e Suonio: le isole furono usate dai sovietici come base per sbarcare sulla costa finlandese al capo di Vilaniemi e a quello di Haranpaanniemi.
Il 4 marzo, partendo dalle isole di Suursaari, Lavansaari e Someri, i sovietici lanciarono un attacco verso le città di Kotka e Hamina attraverso la superficie ghiacciata del golfo. L'avanzata fu fermata dalle batterie costiere finniche, le cui granate aprirono fratture nel ghiaccio causando numerose vittime fra i sovietici e gettando nel panico i sopravvissuti. Le artiglierie pesanti sovietiche furono quindi dirette contro quelle finlandesi e, il giorno successivo, la 7ª Armata aveva fermamente posto piede sulla costa settentrionale della baia di Viipuri tagliando la strada che collegava Viipuri a Helsinki attraverso Hamina. Lo stesso giorno furono prese d'assalto tutte le restanti isole nella baia che, l'una dopo l'altra, furono abbandonate dai finlandesi. Con la 7ª Armata stabilmente insediata sulla costa settentrionale della baia e in procinto di isolare e accerchiare da ovest le truppe che difendevano Viipuri, la situazione dell'esercito finlandese era prossima al disastro.

### La guerra sul mare
L'attività navale durante la guerra fu limitata. Il Mar Baltico incominciò a ghiacciare alla fine di dicembre, rendendo difficile la navigazione delle navi da guerra. A metà inverno solo i sommergibili e le navi rompighiaccio potevano ancora operare.
I russi tentarono di condurre l'attacco contro la Finlandia anche dal mare e, sebbene riuscissero a occupare alcune isolette al largo della costa finlandese, fallirono nel tentativo di sbarcare sulla terraferma. La Finlandia aveva numerose batterie costiere, in gran parte eredità di quando faceva parte dell'Impero russo, per difendere le baie più importanti e le basi navali. La Flotta del Baltico sovietica bombardò Porvoo, circa 32 km a est di Helsinki, e tentò di sbarcare truppe d'assalto, ma fu respinta dal fuoco dei cannoni finlandesi. Anche Turku e Hanko furono bombardate. L'aviazione sovietica attaccò navi e baie finlandesi e minò le linee di comunicazione marittima della Finlandia. La Marina finlandese posò numerosi campi minati per proteggere le coste e le linee di comunicazione marittima, attraverso navi posamine e sommergibili, e le sue navi da scorta protessero efficacemente i convogli.

### La guerra aerea

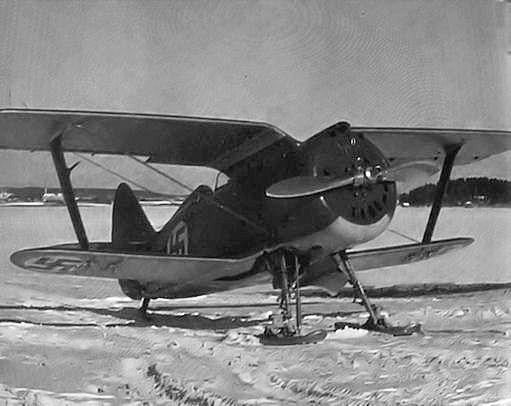
Polikarpov I-153 Čajka con i colori finlandesi

Il 30 novembre 1939 i bombardieri sovietici attaccarono Viipuri, cogliendo la caccia finlandese di sorpresa. Nello stesso giorno otto bombardieri sovietici, che dovevano bombardare il porto e i depositi di combustibile vicino a Helsinki, mancarono l'obiettivo e colpirono invece la città uccidendo circa cento civili e provocando lo sdegno internazionale. Le bombe sovietiche vennero ironicamente battezzate dai finlandesi "ceste del pane di Molotov", dopo che il commissario agli esteri sovietico aveva dichiarato alla radio che la VVS aveva gettato pane su Helsinki, dove la gente moriva di fame. Per economizzare le forze disponibili ai piloti finlandesi venne raccomandato di attaccare preferibilmente i bombardieri, ingaggiando battaglia con i caccia nemici solo quando strettamente necessario o per proteggere i propri bombardieri e ricognitori. L'indomani si ebbe il primo scontro aereo: il tenente Eino Luukkanen, ai comandi di un Fokker D.XXI, intercettò sopra Koljola due Tupolev SB-2 e ne abbatté uno.

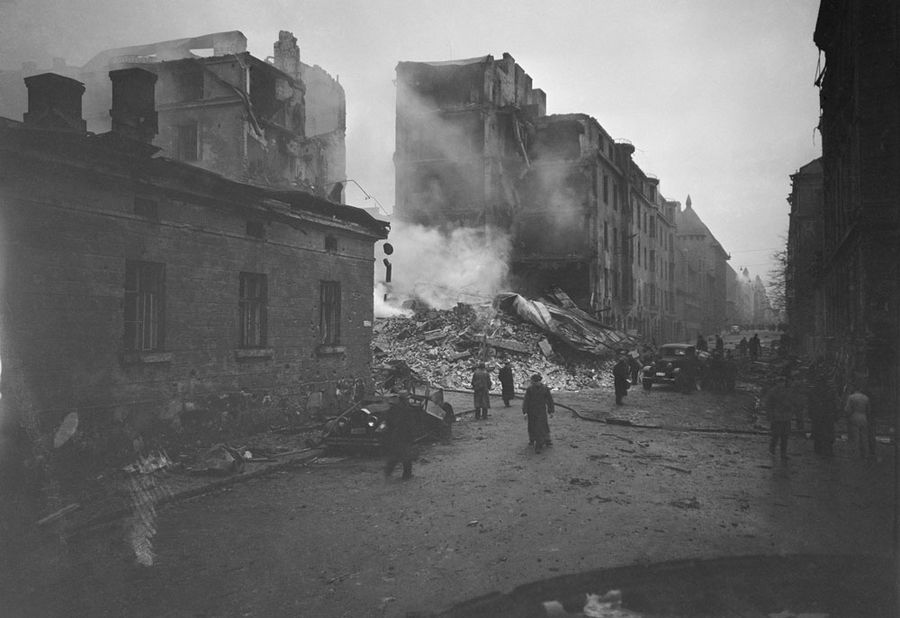
Edifici distrutti a Helsinki dopo un bombardamento sovietico

Intanto, in soccorso della Finlandia, stavano arrivando aiuti e volontari dall'estero: la Svezia fornì — su base volontaria — dodici Gloster Gladiator II e quattro Hawker Hart, con personale di volo e di terra inquadrati nella Flygflottilj 19 ("19º Reggimento aereo") comandata dal maggiore Hugo Beckhammar; la Francia donò trenta Morane-Saulnier MS.406 che raggiunsero la Finlandia nel dicembre 1939; la Gran Bretagna donò ventiquattro anziani caccia biplani Gloster Gauntlet II e dieci Gloster Gladiator II (altri venti vennero invece venduti insieme a dodici bombardieri Bristol Blenheim IV). Invece i Fiat G.50, comprati dall'Italia e spediti a mezzo ferrovia, vennero bloccati e rispediti indietro dalla Germania, in rispetto del trattato con l'Unione Sovietica; due esemplari del caccia italiano raggiunsero comunque la Finlandia nel dicembre 1939 e altri trenta via mare prima della fine della guerra.
Mentre i reparti da bombardamento, data la scarsa consistenza numerica, poterono influire poco sulle operazioni aeree, la caccia finlandese fu invece attivissima e, in breve tempo, i Fokker D.XXI diventarono i protagonisti delle battaglie aeree sulla Finlandia, imponendosi tanto ai bombardieri quanto ai caccia sovietici. Contro un nemico numericamente molto superiore, ma deficitario nell'addestramento e poco motivato, i piloti finlandesi ottennero ottimi risultati. I caccia finlandesi solevano operare da basi disperse, con piste in neve battuta, o dalla superficie dei laghi ghiacciati usando sci al posto delle ruote del carrello; da queste basi, quando una formazione nemica veniva individuata, i caccia finnici erano diretti via radio in modo da concentrarsi e attaccare in massa. I piloti dei caccia erano stati istruiti a evitare il combattimento manovrato contro i più lenti ma più agili biplani sovietici Polikarpov I-15 e Polikarpov I-153, preferendo invece sfruttare la maggiore velocità dei loro Fokker; tuttavia, data la sproporzione delle forze in campo, mentre i sovietici potevano facilmente rimpiazzare le perdite, le forze aeree da caccia finlandesi andarono inesorabilmente esaurendosi col passare dei giorni, anche perché, in conseguenza delle forti perdite patite, i bombardieri sovietici vennero man mano dotati di blindature e scortati da sempre più numerose forze da caccia dotate dei più moderni monoplani Polikarpov I-16.
Quando fu firmato l'armistizio la Suomen ilmavoimat, che nel corso del conflitto era arrivata a schierare un totale di 287 aerei, dei quali 162 caccia, aveva perso in tutto 62 velivoli, contro i 900 aerei perduti dai sovietici. Di questi ultimi, 207 erano stati abbattuti dalla caccia, 314 dalla contraerea e i rimanenti risultavano persi in incidenti.

## L'armistizio

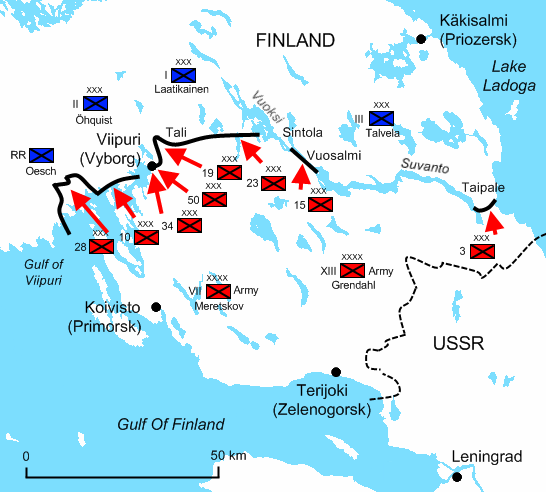
La linea del fronte sull'istmo di Carelia nell'ultimo giorno di guerra, 13 marzo 1940

All'inizio di marzo, il maresciallo Mannerheim e il governo finlandese stavano soppesando le possibilità che la promessa spedizione militare anglo-francese accorresse in aiuto della Finlandia, ma senza alcuna garanzia di successo. Fra l'8 febbraio e il 7 marzo, la consistenza e la data d'arrivo dell'aiuto promesso variarono considerevolmente: il 7 marzo, il generale Edmund Ironside, capo dello stato maggiore britannico, informò i finlandesi che una forza di 57 000 soldati francesi, britannici e polacchi era pronta per essere inviata, e che il primo scaglione di 15 000 uomini avrebbe raggiunto la Finlandia per la fine di marzo; ma sia la Svezia che la Norvegia, già dal 2 marzo, avevano rifiutato il permesso di transito attraverso il proprio territorio.
Sui reali motivi delle promesse anglo-britanniche vi erano ampi sospetti (condivisi dalla Finlandia, dagli altri stati scandinavi e dalla Germania) che esse fossero dettate dalla convinzione degli Alleati che il loro intervento avrebbe portato gli stati scandinavi entro il blocco antitedesco, minacciato le indispensabili forniture di minerale ferroso e di nichel che giungevano alla Germania dalla Scandinavia (attraverso il porto norvegese di Narvik, quello svedese di Luleå, sul Baltico, e quello finlandese di Petsamo), fino alla possibilità che i britannici ottenessero il controllo del Baltico; inoltre, sembrava che gli Alleati vedessero di buon occhio un'eventuale continuazione della guerra, che avrebbe distrutto l'economia sovietica e quindi ridotto i rifornimenti di materie prime alla Germania. Perciò, sia il governo tedesco che quello svedese, si adoperarono affinché la Finlandia raggiungesse la pace con l'URSS e il canale utilizzato fu l'ambasciata svedese a Mosca. Attraverso la mediazione svedese, il governo sovietico invitò una delegazione finlandese a Mosca per discutere i termini di un armistizio. La delegazione arrivò a Mosca il 7 marzo e di essa faceva parte lo stesso primo ministro Ryti.
Considerando la situazione militare, il maresciallo Mannerheim raccomandò al proprio governo di giungere a un cessate il fuoco prima del collasso definitivo del fronte. Nella notte fra il 9 e il 10 marzo, con l'opposizione di soli due membri, il governo decise di autorizzare la delegazione a Mosca ad accettare i termini della pace a propria discrezione. Gli anglo-francesi continuarono a pressare i finlandesi affinché richiedessero espressamente il loro aiuto, con la promessa che, in tal caso, la forza di spedizione alleata sarebbe stata inviata anche senza il consenso della Norvegia e della Svezia. Ma, ormai, sia il maresciallo Mannerheim che il ministro Tanner consideravano poco significativo l'aiuto promesso di fronte alla situazione militare. Il mattino dell'11 marzo, il governo e il Comitato parlamentare per le relazioni con l'estero concordarono con la proposta del ministro Tanner che i termini di pace avanzati dai sovietici dovessero essere accettati. Il 12 marzo l'accordo fu firmato e il cessate il fuoco entrò in vigore la mattina successiva.

## Il sostegno internazionale

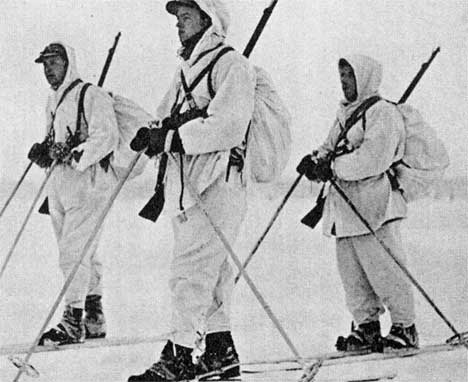
Volontari norvegesi

L'opinione pubblica mondiale si schierò a favore della causa finlandese. In una delle sue ultime attività, la Società delle Nazioni approvò il 14 dicembre 1939 in Assemblea Generale una risoluzione in cui chiedeva agli Stati membri di «fornire alla Finlandia l'assistenza materiale e umanitaria possibile e di astenersi da azioni che possano indebolire il potere di resistenza della Finlandia», rispetto alla quale dal 19 dicembre al 2 marzo arrivarono al Segretariato Generale risposte più o meno positive da 26 Paesi, anche se i primi a manifestare appoggio furono quelli più lontani dell'America Latina.
La guerra mondiale, dopo l'invasione della Polonia da parte di Hitler e la dichiarazione di guerra di Francia e Regno Unito alla Germania, era in una situazione di stallo con le opposte forze che si fronteggiavano lungo le linee Maginot e Sigfrido in quella che fu definita "strana guerra"; pertanto l'attenzione dell'opinione pubblica si concentrò sulla guerra d'inverno. L'aggressione sovietica venne considerata priva di giustificazioni, dato che nessuno si preoccupò di analizzarne le possibili cause, e aiuti e volontari giunsero in Finlandia da tutto il mondo e tanto dal fronte delle democrazie quanto dall'Italia fascista e dall'Ungheria. Il numero totale dei volontari fu di 11 500 uomini, di cui 8 275 svedesi, 725 norvegesi, 800 danesi, 400 ungheresi e 300 statunitensi di origine finnica. La nazione che più di tutte inviò aiuti materiali in Finlandia fu la Francia: 145 aeroplani, 500 pezzi d'artiglieria, 5 000 mitragliatrici, 200 000 granate, 400 000 fucili e venti milioni di munizioni.. Anche il Regno Unito, da parte sua, autorizzò la fornitura di armi e munizioni, compresi 144 aerei da combattimento, dei quali 28 provenienti dall'Unione Sudafricana.
L'impegno per un aiuto militare diretto da parte delle grandi potenze democratiche, Regno Unito e Francia, fu invece limitato e tardivo. Si formularono piani ambiziosi per l'invio di truppe, che avrebbero dovuto unirsi a quelle finlandesi passando per la Norvegia e la Svezia, e addirittura per il bombardamento dei pozzi petroliferi del Caucaso partendo dalle basi francesi e britanniche nel Medio Oriente, ma la costituzione di un corpo di spedizione alleato, di circa 57 000 uomini, fu effettivamente decisa soltanto quando ormai la situazione militare finlandese era irrimediabilmente compromessa. Tre divisioni britanniche, due battaglioni di truppe alpine francesi, due battaglioni della legione straniera francese e un battaglione polacco, al comando dall'ammiraglio François Darlan, avrebbero dovuto sbarcare a Narvik e in altre località della costa settentrionale norvegese. Lo sbarco fu bloccato dall'armistizio tra Finlandia e Unione Sovietica, che privava gli Alleati di un valido pretesto, ma intanto Norvegia e Svezia avevano già negato il permesso di sbarco e di transito alle truppe anglo-francesi. Alla fine reparti britannici, francesi e polacchi sbarcarono comunque in Norvegia, ma quando già i tedeschi con l'avvio dell'operazione Weserübung avevano dato inizio all'invasione del paese scandinavo.

## Pace di Mosca
Il trattato di pace di Mosca che pose fine alle ostilità fu firmato il 12 marzo 1940 e il cessate il fuoco entrò in vigore alle 11:00 del giorno dopo. La Finlandia dovette cedere 64 750 km² di territorio in cui abitava il 12% della popolazione, comprendenti l'istmo di Carelia, con la città e la provincia di Viipuri e una larga fascia di territorio a nord del Lago Ladoga, riportando in pratica la frontiera a quella stabilita da Pietro il Grande nel 1721. Inoltre, dovette cedere diverse isolette nel Golfo di Finlandia, la propria porzione della penisola di Rybachi e un'ampia zona di confine nell'area di Salla e Kuusamo. Dovette anche affittare all'URSS, per un periodo di 30 anni, il promontorio di Hanko ed estendere entro un anno la ferrovia da Kemijärvi verso la nuova linea di frontiera a Salla, per collegarsi con quella esistente in territorio sovietico. Invece l'area di Petsamo e il suo porto, che erano stati occupati dai sovietici all'inizio della guerra, rimasero alla Finlandia, che così conservò l'accesso al Mar Glaciale Artico.

## Conseguenze

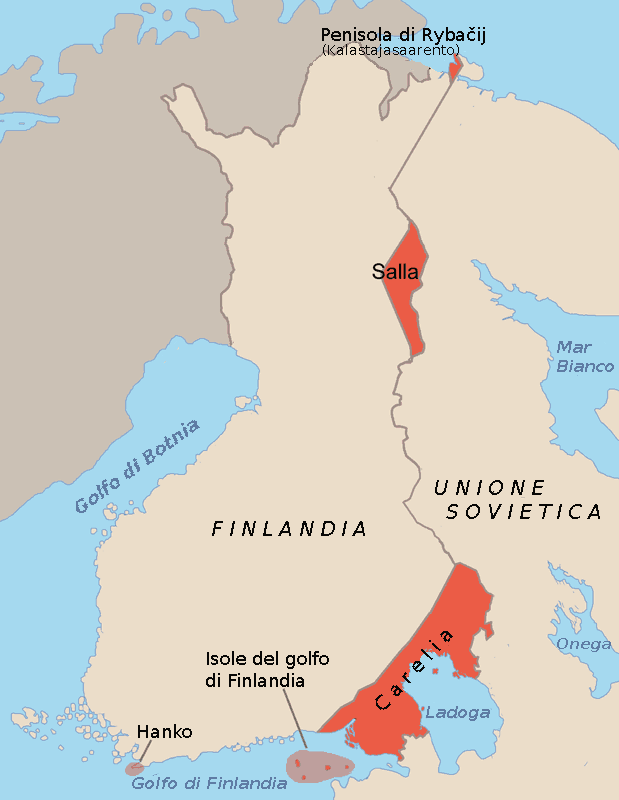
Pace di Mosca: cessioni territoriali finlandesi

Le perdite finlandesi furono di circa 26 600 morti (48 243 morti e dispersi secondo stime più recenti) e 43 500 feriti. Le perdite subite dai sovietici variano dai 50 000 morti e 160 000 feriti ammessi da Molotov, ai 200 000 morti stimati dal maresciallo Mannerheim e fino al milione di morti sostenuto da Chruščëv nelle sue memorie. Stime più attendibili derivate dagli archivi militari dell'URSS danno le perdite sovietiche a 126 875 morti e dispersi, 264 908 feriti e 5 468÷5 572 prigionieri. I prigionieri di guerra sovietici rilasciati dai finlandesi vennero portati in Unione Sovietica e radunati nel campo di Juski Gork: qui vennero sottoposti a indagine da parte degli uomini della NKVD per scoprire se ci fossero stati casi di facili cedimenti al nemico, diserzioni o addirittura tradimenti; alla fine degli interrogatori 500 di essi furono condannati a morte e 354 a pene fra i cinque e gli otto anni di lavori forzati.
La guerra d'inverno nella storiografia finlandese e in generale in quella occidentale è tradizionalmente presentata come una lotta condotta dalla Finlandia per la propria indipendenza contro l'imperialismo stalinista, tuttavia nessun documento è stato trovato negli archivi sovietici dopo la dissoluzione dell'URSS che possa supportare l'ipotesi che Stalin intendesse annettere la Finlandia all'Unione Sovietica.
Per la Finlandia la guerra ebbe conseguenze devastanti. Le perdite militari, rapportate alla popolazione, equivalevano a un milione di morti sovietici. Le perdite in risorse economiche e capacità industriali furono severe e circa 400 000÷500 000 finlandesi, che abitavano nelle zone annesse dall'Unione Sovietica, lasciarono le loro case e si trasferirono in territorio finlandese. Politicamente la guerra d'inverno portò dapprima all'isolamento e quindi al riavvicinamento alla Germania nazista, e fu alla base della cosiddetta guerra di continuazione che, il 22 giugno 1941, vide la Finlandia schierata contro l'Unione Sovietica al fianco delle potenze dell'Asse nell'operazione Barbarossa.
Entrambe le parti basarono le loro decisioni su presupposti sbagliati. La linea finlandese fu decisa in ampia parte dal ministro degli esteri Erkko, secondo il quale le minacce sovietiche erano un bluff, non potendo l'URSS ignorare le conseguenze che la guerra avrebbe avuto sul piano internazionale da parte delle potenze occidentali e della Svezia. I sovietici entrarono in Finlandia pensando che l'esercito finlandese avrebbe offerto al più una resistenza simbolica, mentre la popolazione avrebbe accolto l'Armata Rossa a braccia aperte, un ottimismo confermato anche dall'NKVD a Helsinki, seriamente debilitata dalle Grandi purghe e a corto di fonti.
A parte le perdite umane, la peggior conseguenza della guerra d'inverno per l'Unione Sovietica fu la perdita di prestigio per l'Armata Rossa, anche perché i fallimenti della prima fase della guerra ricevettero maggiore attenzione che non i successi sull'istmo di Carelia dell'ultima fase. Una sessione speciale del Consiglio militare supremo sovietico ebbe luogo fra il 14 e il 17 aprile 1940 per analizzare i problemi rilevati durante la guerra e, il 12 agosto, il Consiglio approvò una risoluzione che riorganizzò la struttura dell'esercito, ristabilì il comando unificato dei fronti, cambiò il ruolo dei commissari politici (che avevano tentato indebitamente di influenzare le tattiche militari e che furono ridotti al rango di subordinati rispetto ai militari, con l'unico ruolo di provvedere all'indottrinamento politico delle truppe) e riformò le procedure di addestramento. Sull'esempio delle truppe di sciatori finlandesi, che avevano dato un grande vantaggio ai finlandesi in fatto di mobilità, speciali unità su sci furono costituite e addestrate in Siberia.

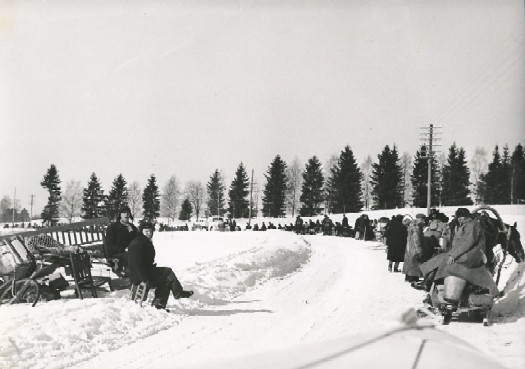
Civili finlandesi lasciano i territori ceduti all'Unione Sovietica nel marzo 1940

Una nuova generazione di ufficiali post-rivoluzionari comparve sulla scena per rimpiazzare i loro predecessori. La maggior parte degli ufficiali sopravvissuti alle "purghe" nelle carceri e nei campi di prigionia della Siberia furono via via reintegrati nelle forze armate: fra di loro il colonnello Konstantin Konstantinovič Rokossovskij, promosso generale nel giugno 1940 dopo tre anni di carcere, e destinato a diventare maresciallo dell'Unione Sovietica durante la grande guerra patriottica.
Anche se grandi errori furono compiuti dall'alto comando sovietico ancora nel 1941, essi furono in massima parte diversi da quelli commessi nella guerra d'inverno e, anche se estremamente costosi sul piano delle perdite umane, non ebbero esiti fatali.
Gli eventi militari della guerra d'inverno ebbero due effetti nella visione degli osservatori stranieri. Innanzi tutto, l'iniziale sconfitta dei sovietici diede alle potenze occidentali un'impressione completamente falsa di debolezza militare dell'URSS; poi, i comandi militari delle potenze occidentali si formarono l'opinione che gli attacchi delle forze corazzate avevano sostanzialmente fallito. Le intelligenti tattiche usate dai finlandesi contro i carri armati e le caratteristiche ambientali del paese, che davano una buona copertura ai difensori ma esponevano i carri all'attacco delle fanterie avversarie, fecero apparire gli attacchi dei carri sotto una cattiva luce sproporzionata rispetto alla realtà.
Più complesso fu l'atteggiamento dei tedeschi: se gli esponenti delle alte gerarchie naziste si mostrarono in generale concordi nel giudizio negativo riguardo alle capacità dimostrate dall'Armata Rossa, Hitler, in una lettera a Benito Mussolini dell'8 marzo 1940, scrisse: «... Le critiche di cui sono stati oggetto i soldati russi in conseguenza delle operazioni fino a oggi, non sono confermate dalla realtà dei fatti. Considerando le possibilità di approvvigionamento, nessuna potenza al mondo sarebbe stata capace, se non dopo un'accurata preparazione, di ottenere risultati diversi, a 30/40 gradi sotto zero e su un simile terreno, da quelli ottenuti dai russi all'inizio.» Probabilmente la valutazione di Hitler della reale forza dell'Armata Rossa, e quindi la sua decisione finale di invadere l'URSS, non fu influenzata dalle vicende della guerra d'inverno ma da considerazioni di tipo razziale basate sul presupposto che la "razza slava" mancasse delle virtù militari.

## Cultura di massa
Vari film sono ambientati in tutto o in parte durante gli eventi della guerra d'inverno:
- Ski Patrol, regia di Lew Landers (Stati Uniti, 1940);
- Talvisota, regia di Pekka Parikka (Finlandia, 1989);
- Fire and Ice: The Winter War of Finland and Russia, regia di Ben Strout (Stati Uniti, 2006);
- Hemingway & Gellhorn, regia di Philip Kaufman (Stati Uniti, 2012).

Sempre ambientata durante i fatti della guerra d'inverno è anche l'opera teatrale There Shall Be No Night del drammaturgo statunitense Robert E. Sherwood, portata sulle scene per la prima volta nel 1940.
Il videogioco Talvisota: Icy Hell, prodotto dalla Blitzfront Game Studio e pubblicato nel 2007, tratta nel dettaglio gli eventi della guerra; anche uno scenario del videogioco Hearts of Iron II del 2005 è ambientato durante la guerra d'inverno.
Il gruppo power-metal svedese Sabaton ha dedicato un brano al conflitto nell'album The Art of War, pubblicato nel 2008.